# MacBook Pro
 (juin 2020).
Ne doit pas être confondu avec IMac Pro ou Mac Pro.

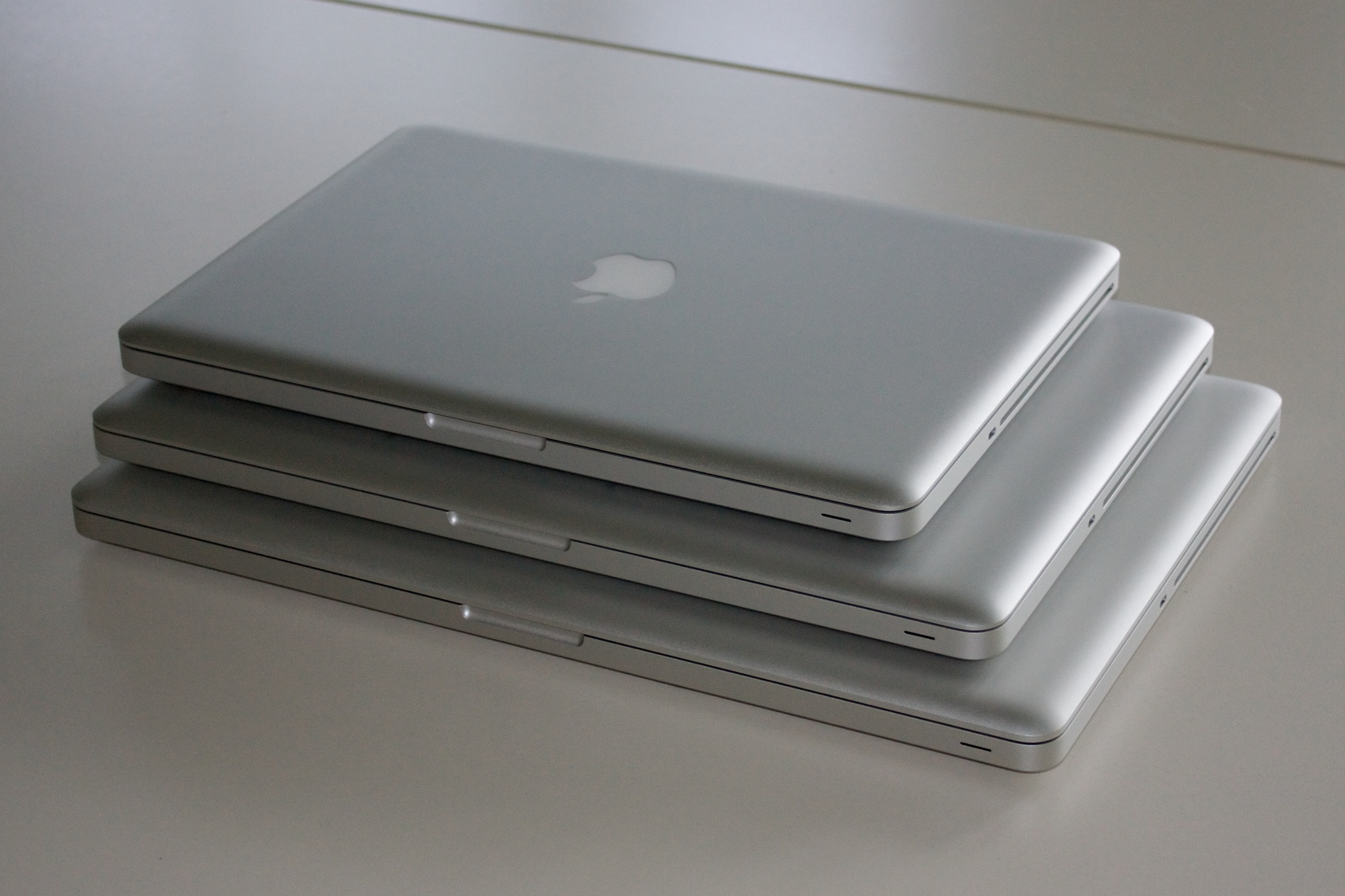
Comparaison de taille entre MacBook Pro 13-15-17 pouces.

MacBook Pro est une gamme d'ordinateurs portables Macintosh d'Apple Inc. Lancée en janvier 2006 lors de la Macworld Conference & Expo. Il remplace le PowerBook G4 et s'inscrit dans la transition d'Apple vers Intel en étant le second modèle à accueillir un processeur Intel après l'iMac Core Duo. Tant par ses performances que ses finitions il se positionne dans le haut de gamme de la famille MacBook (MacBook, MacBook Air, MacBook Pro).
Les MacBook Pro ont connu, à ce jour[Quand ?], trois designs majeurs, tous les trois en aluminium. Le premier des trois est un héritage direct de celui du PowerBook G4, sensiblement affiné. Le deuxième, dit unibody (« boîtier monocorps » au Canada français), est un design légèrement plus effilé et minimaliste dont le boitier est issu d'un seul bloc d'aluminium. Ce procédé de fabrication, inauguré sur les portables par le MacBook Air en janvier 2008, fait son apparition sur les MacBook Pro 15 pouces annoncés en octobre 2008 aux côtés des MacBook 13 pouces eux aussi unibody. Les modèles de 17 pouces suivent en janvier lors de la MacWorld Expo 2009, introduisant au passage l'utilisation d'une batterie non amovible. Jusqu'en 2012 trois tailles de MacBook Pro unibody coexistent avec des écrans de 13, 15 et 17 pouces. À la suite de la keynote du 11 juin 2012, le MacBook Pro 17 pouces est retiré de la vente et un nouveau MacBook Pro 15 pouces inaugure alors le troisième design : il s'agit du MacBook Pro avec écran Retina, à l'architecture interne lourdement remaniée et au profil drastiquement aminci se rapprochant du MacBook Air. En octobre 2012, un MacBook Pro Retina 13 pouces est mis en vente aux côtés du 15 pouces.
Le 27 octobre 2016, Apple présente sa nouvelle génération de MacBook Pro, avec en versions 13" et 15", des ordinateurs munis de Touch ID (lecteur d'empreinte digitale) et d'une Touch Bar, c'est-à-dire que la rangée de « touches de fonction » au-dessus du clavier est remplacée par une bande tactile multi-touch permettant de très nombreuses actions. Par ailleurs, le pavé tactile double de surface, l'appareil est plus fin et plus léger qu'un MacBook Air, et les haut-parleurs sont 58 % plus puissants.
Le 13 novembre 2019, Apple présente une nouvelle génération de MacBook Pro qui intègre un écran Retina immersif de 16 pouces, des performances jusqu'à 80 % plus rapides et un nouveau clavier Magic Keyboard.

## MacBook Pro en Aluminium
La première génération de MacBook Pro a été présentée le 10 janvier 2006 lors d'un Keynote de Steve Jobs à la Macworld Conference & Expo avec l'annonce du modèle de 15 pouces. La version de 17 pouces est annoncée le 24 avril 2006. Après son lancement, les critiques se sont portées sur l'absence de ports FireWire 800 et de sortie S-Video. Parmi les nouveautés apportés, on retrouve une webcam iSight intégrée, le connecteur d'alimentation MagSafe et le nouveau processeur Intel marquant l'abandon du PowerPC. Le design de cet ordinateur, proche de celui des anciens PowerBook que ce modèle remplace, est affiné et épuré. Apple l'utilisera jusqu'en octobre 2008 sur les modèles 15 pouces et jusqu'en janvier 2009 sur les modèles 17 pouces.

### Modèles
|                                    | Core Duo Intel | Core 2 Duo Intel | Core 2 Duo Intel | Core 2 Duo Intel                                                                               | Core 2 Duo Intel |
| Modèle                             | Début 2006, | Fin 2006 | Fin 2007, | Début 2008                                                                                     | Fin 2008 |
| ---------------------------------- | --- | --- | --- | ---------------------------------------------------------------------------------------------- | --- |
| № des modèles                      | MA463*/A ou MA464*/A; MA600* ou MA601*; MA092*/A | MA609*, MA610* ou MA611*/A | MA895* ou MA896*; MA895*/A ou MA896*/A; MA897*/A | MB133*/A, MB134*/A ou MB166*/A                                                                 | MB766*/A |
| Écran (tous larges)                | 15.4", mat ou brillant, LCD, 1440 × 900 | 15.4", mat ou brillant, LCD, 1440 × 900 | 15.4", mat ou brillant, LCD, 1440 × 900 avec rétroéclairage LED | 15.4", mat ou brillant, LCD, 1440 × 900 avec rétroéclairage LED                                | NC |
| Écran (tous larges)                | 17", mat ou brillant, LCD, 1680 × 1050 | 17", mat ou brillant, LCD, 1680 × 1050 | 17", mat ou brillant, LCD, 1680 × 1050 Optionnel : 1920 × 1200 | 17", mat ou brillant, LCD, 1680 × 1050 Optionnel : 1920 × 1200 rétro-éclairage LED             | 17", mat ou brillant, rétro-éclairage LED, 1920 × 1200                                                                                    |
| Second écran Définition maximale   | 2560 × 1600 | 2560 × 1600 | 2560 × 1600 | 2560 × 1600                                                                                    | 2560 × 1600 |
| Carte graphique avec DVI dual-link | ATI Radeon Mobility X1600 avec 128 Mo ou 256 Mo de GDDR2 | ATI Radeon Mobility X1600 avec 128 Mo ou 256 Mo de GDDR2 | NVIDIA GeForce 8600M GT avec 128 Mio, 256 Mio ou 512 Mio de GDDR3 | NVIDIA GeForce 8600M GT avec 256 Mio ou 512 Mio de GDDR3                                       | NVIDIA GeForce 8600M GT avec 512 Mio de GDDR3                                                                                             |
| Disque dur                         | 80 Go, 100 Go ou 120 Go Serial ATA, 5400 tr/min Optionnel : 100 Go 7200 tr/min ou 120 Go 5400 tr/min.                                                                 | 120 Go, 160 Go ou 200 Go Serial ATA, 5400 tr/min Optionnel : 100 Go, 7200 tr/min.                                                                                               | 120 Go ou 160 Go Serial ATA, 5400 tr/min Optionnel : 250 Go, 4200 tr/min ou 160 Go, 7200 tr/min. Optionnel : 250 Go, 5400 tr/min ou 200 Go, 7200 tr/min après le 1er novembre 2007 | 200 Go ou 250 Go Serial ATA, 5400 tr/min Optionnel : 200 Go 7200 tr/min ou 300 Go 4200 tr/min. | 320 Go Serial ATA, 5400 tr/min Optionnel : 320 Go, 7200 tr/min ou SSD 128 Go.                                                             |
| Microprocesseur                    | 1,83 GHz (T2400), 2,0 GHz (T2500) ou 2,16 GHz (T2600) Intel Core Duo Yonah                                                                                            | 2,16 GHz (T7400) ou 2,33 GHz (T7600) Intel Core 2 Duo Merom | 2,2 GHz (T7500) ou 2,4 GHz (T7700) Intel Core 2 Duo Merom Optionnel : 2,6 GHz (T7800) après le 1er novembre 2007                                                                   | 2,4 GHz (T8300) & 2,5 GHz (T9300) Intel Core 2 Duo Penryn Optionnel : 2,6 GHz (T9500)          | 2,5 GHz (T9400) Intel Core 2 Duo Penryn avec 6 Mio de cache L2 Optionnel : 2,6 GHz (T9500)                                                |
| Mémoire vive                       | 512 Mio (2×256 Mio) ou 1 Gio (2×512 Mio) de 667 MHz PC2-5300 DDR2 SO-DIMM SDRAM Extensible à 2 Gio                                                                    | 1 Gio (2×512 Mio) ou 2 Gio (2×1 Gio) de 667 MHz PC2-5300 DDR2 SO-DIMM SDRAM Extensible à 4 Gio, mais seuls 3 Gio sont addressables                                              | 2 Gio (2×1 Gio) de 667 MHz PC2-5300 DDR2 SO-DIMM SDRAM Extensible à 4 Gio | 2 Gio (2×1 Gio) de 667 MHz PC2-5300 DDR2 SO-DIMM SDRAM Extensible à 4 Gio                      | 4 Gio (2×2 Gio) de 667 MHz PC2-5300 DDR2 SO-DIMM SDRAM Extensible à 8 Gio, seuls 6 sont addressables en x86 avec PAE, la totalité en x64. |
| AirPort Extreme                    | Integrated 802.11a/b/g (AR5007 chipset) | Integrated 802.11a/b/g and draft-n (n désactivé par default),. (chipset AR5008)                                                                                                 | Integrated 802.11a/b/g and draft-n (n activé)(chipset AR5008 ou BCM4322, dépend de la version)                                                                                     | Integrated 802.11a/b/g and draft-n (n activé)(chipset AR5008 ou BCM4322, dépend de la version) | Integrated 802.11a/b/g and draft-n (n activé)(chipset AR5008 ou BCM4322, dépend de la version)                                            |
| Lecteur Combo mange disque         | Lecture DVD 8×, écriture CD-R 24× et CD-RW 10× | NC | NC | NC                                                                                             | NC |
| SuperDrive mange disque            | Lecture DVD-R DL 8×, écriture DVD+/-R & RW 4×, CD-R 24× et CD-RW 10× (Optionnel pour les 15") ou lecture DVD+/-R 8×, écriture DVD+/-RW & +R 4×, CD-R 24× et CD-RW 10× | Lecture DVD+/-R 6×, écriture DVD+R DL 2.4×, DVD+/-RW & -R 4×, CD-R 24× et CD-RW 10× ou lecture DVD+/-R 8×, écriture DVD+R DL 4×, DVD+/-R 8×, DVD+/-RW 4×, CD-R 24× et CD-RW 10× | lecture DVD+/-R 8×, écriture DVD+R DL 4×, DVD+/-R 8×, DVD+/-RW 4×, CD-R 24× et CD-RW 10×                                                                                           | lecture DVD+/-R 8×, écriture DVD+R DL 4×, DVD+/-R 8×, DVD+/-RW 4×, CD-R 24× et CD-RW 10×       | lecture DVD+/-R 8×, écriture DVD+R DL 4×, DVD+/-R & +RW 8×, DVD-RW 6×, CD-R 24× et CD-RW 10×                                              |

## MacBook ProUnibody

### Développement
MacBook Pro 15 pouces
Le 14 octobre 2008, lors d'une keynote au siège d'Apple, est présenté le nouveau MacBook Pro utilisant la coque unibody (ou « boîtier monocorps » au Canada français), inspirée du MacBook Air. Toutes les connexions sont portées sur la face latérale gauche alors que le lecteur SuperDrive est déplacé de la face avant vers la face droite. Le port FireWire 400 est retiré et le port DVI est remplacé par une sortie Mini DisplayPort[réf. nécessaire].
MacBook Pro 17 pouces
Lors de la keynote de l'Expo, le 6 janvier 2009, Phil Schiller annonce la déclinaison de 17 pouces du MacBook Pro Unibody. Elle introduit une nouvelle batterie qui n'est plus amovible, comme sur le MacBook Air, et permet d'atteindre jusqu'à 8 h d'autonomie et un écran mat en option[réf. nécessaire].
MacBook Pro 13 pouces
Lors de la Worldwide Developers Conference d'Apple le 8 juin 2009, il est annoncé que le MacBook unibody allait devenir un MacBook Pro de 13 pouces. Il se différencie du modèle MacBook unibody par la présence d'un port FireWire 800 et un lecteur de carte SD sur sa face gauche, laissant le modèle en polycarbonate blanc seul dans la gamme MacBook. Il annonçait au passage que tous les MacBook Pro utilisent désormais une batterie non amovible, déjà présente sur les déclinaisons de 17 pouces. Les modèles de 15 et 17 pouces sont les seuls qui présentent un emplacement ExpressCard, remplacé par les lecteurs SD sur 13 et 15 pouces après la conférence.

### Design industriel
Le montage unibody des MacBook Pro s'inspire grandement de celui de l'iMac aluminium et du MacBook Air et est légèrement plus fin que son prédécesseur. L'écran brillant est recouvert d'une dalle en verre réfléchissante. Avec l'option mat des déclinaisons de 15 et de 17 pouces, la dalle est retirée. Le bouton physique du trackpad est intégré sous sa surface multi-touch, et non plus à côté, afin de donner plus d'espace pour la manipulation à plusieurs doigts. Le clavier reprend le style minitel des claviers Apple, mais en noir, en étant en plus rétro-éclairé.

### Modèles

#### MacBook Pro 13 pouces
Le dernier représentant des MacBook Pro non Retina est le modèle 13 pouces de mi 2012 appelé modèle "SuperDrive". Il garde ses processeurs Core i5/i7 de génération Ivy Bridge (3e génération), sa connectique FireWire 800, Ethernet Gigabit, USB 3.0 (x2) ainsi que le port Thunderbolt de première génération. Ce modèle possède une place limitée dans le catalogue Mac d'Apple.
À la suite de la présentation des MacBook Pro Touch Bar en 2016, Apple a mis à la retraite le modèle SuperDrive de 2012, dernier Mac avec lecteur de CD.
| Modèle                    | MacBook Aluminium (non Pro) Fin 2008                                                                                | Mi-2009 | Mi-2010 | Début 2011 | Fin 2011 | Mi-2012 |
| ------------------------- | --- | --- | --- | --- | --- | --- |
| Composante                | Intel Core 2 Duo | Intel Core 2 Duo                                                                                                  | Intel Core 2 Duo                                                                                                  | Intel Core i5 / i7 | Intel Core i5 / i7 | Intel Core i5 / i7 |
| № des modèles             | MB466*/A ou MB467*/A                                                                                                | MB990*/A ou MB991*/A                                                                                              | MC374*/A ou MC375*/A                                                                                              | MC700*/A ou MC724*/A | MC313*/A ou MC314*/A | MD101*/A ou MD102*/A |
| Identification de modèle  | A1278 (EMC 2254) | A1278 (EMC 2254)                                                                                                  | A1278 (EMC 2254)                                                                                                  | A1278 (EMC 2254) | A1278 (EMC 2254) | A1278 (EMC 2254) |
| Écran                     | 13,3", écran brillant recouvert d'une dalle en verre, 1280 × 800 avec un rétro-éclairage LED                        | 13,3", écran brillant recouvert d'une dalle en verre, 1280 × 800 avec un rétro-éclairage LED                      | 13,3", écran brillant recouvert d'une dalle en verre, 1280 × 800 avec un rétro-éclairage LED                      | 13,3", écran brillant recouvert d'une dalle en verre, 1280 × 800 avec un rétro-éclairage LED                                            | 13,3", écran brillant recouvert d'une dalle en verre, 1280 × 800 avec un rétro-éclairage LED                                | 13,3", écran brillant recouvert d'une dalle en verre, 1280 × 800 avec un rétro-éclairage LED                                  |
| Chipset graphique intégré | nVidia GeForce 9400M avec 256 Mo de DDR3 SDRAM partagé avec la mémoire principale                                   | nVidia GeForce 9400M avec 256 Mo de DDR3 SDRAM partagé avec la mémoire principale                                 | nVidia GeForce 320M avec 256 Mo de DDR3 SDRAM partagé avec la mémoire principale                                  | Intel HD Graphics 3000 avec 384 Mo de DDR3 SDRAM partagé avec la mémoire principale (512 Mo si RAM 8 Go)                                | Intel HD Graphics 3000 avec 384 Mo de DDR3 SDRAM partagé avec la mémoire principale (512 Mo si RAM 8 Go)                    | Intel HD Graphics 4000 avec 384 Mo de DDR3 SDRAM partagé avec la mémoire principale (512 Mo si RAM 8 Go)                      |
| Disque dur                | 160 Go ou 250 Go Serial ATA 5400 tr/min. Optionnel : 320 Go 5400 tr/min ou SSD 128 Go                               | 160 Go ou 250 Go Serial ATA 5400 tr/min. Optionnel : 320 Go ou 500 Go 5400-tr/min ou SSD 128 Go ou 256 Go         | 250 Go ou 320 Go Serial ATA 5400 tr/min. Optionnel : 500 Go 5400 tr/min ou SSD128 Go, 256 Go ou 512 Go            | 320 Go ou 500 Go Serial ATA 5400 tr/min. Optionnel : 500 Go ou 750 Go 5400 tr/min. ou SSD 128 Go, 256 Go ou 512 Go                      | 500 Go ou 750 Go Serial ATA 5400 tr/min. Optionnel : 750 Go 5400 tr/min. ou SSD128 Go, 256 Go ou 512 Go                     | 500 Go ou 750 Go Serial ATA 5400 tr/min. Optionnel : 750 Go ou 1 To 5400 tr/min. ou SSD128 Go, 256 Go ou 512 Go               |
| Microprocesseur           | 2 GHz Intel Core 2 Duo avec 3 Mo de cache L2 (P7350) 2,4 GHz Intel Core 2 Duo avec 3 Mo de cache L2 (P8600)         | 2,26 GHz Intel Core 2 Duo avec 3 Mo de cache L2 (P8400) 2,53 GHz Intel Core 2 Duo avec 3 Mo de cache L2 (P8700)   | 2,4 GHz Intel Core 2 Duo avec 3 Mo de cache L2 (P8600) 2,66 GHz Intel Core 2 Duo avec 3 Mo de cache L2 (P8800)    | Dual-core 2,3 GHz Intel Core i5-2410M Sandy Bridge 3 Mo de cache N3 Dual-core 2,7 GHz Intel Core i7-2620M Sandy Bridge 4 Mo de cache N3 | Dual-core 2,4 GHz Intel Core i5 Sandy Bridge 3 Mo de cache N3 Dual-core 2,8 GHz Intel Core i7 Sandy Bridge 4 Mo de cache N3 | 2,5 GHz (3210M) Intel Core i5 Ivy Bridge avec 3 Mo de cache L3 2,9 GHz (3520M) Intel Core i7 Ivy Bridge avec 4 Mo de cache L3 |
| Mémoire vive              | 2 Go (2 x 1 Go) de 1 066 MHz PC3-8500 DDR3 SO-DIMM SDRAM Extensible à 4 Go ou 8 Go selon la version du BIOS et l'OS | 2 Go (2 x 1 Go) ou 4 Go (2 x 2 Go) de 1 066 MHz PC3-8500 DDR3 SO-DIMM SDRAM Extensible à 8 Go                     | 4 Go (2 x 2 Go) de 1 066 MHz PC3-8500 DDR3 SO-DIMM SDRAM Extensible à 8 Go                                        | 4 Go (2 × 2 Go) de SDRAM 1 333 MHz DDR3 SO-DIMM Extensible à 8 Go                                                                       | 4 Go (2 × 2 Go) de SDRAM 1 333 MHz DDR3 SO-DIMM Extensible à 8 Go                                                           | 4 Go (2 × 2 Go) de SDRAM 1 600 MHz DDR3 SO-DIMM Extensible à 8 Go                                                             |
| Front Side Bus            | 1 066 MHz | 1 066 MHz | 1 066 MHz | 1333 MHz | 1333 MHz | 1600 MHz |
| AirPort Extreme           | Integrated 802.11a/b/g and draft-n (n enabled) (BCM4322 chipset)                                                    | Integrated 802.11a/b/g and draft-n (n enabled) (BCM4322 chipset)                                                  | Integrated 802.11a/b/g/n                                                                                          | Integrated 802.11a/b/g/n | Integrated 802.11a/b/g/n | Integrated 802.11a/b/g/n |
| SuperDrive (mange disque) | 4x DVD+R DL écriture, 8x DVD+/-R lecture/écriture, écriture DVD+RW 8x, écriture DVD-RW 6x, CD-R 24x, et CD-RW 16x   | 4x DVD+R DL écriture, 8x DVD+/-R lecture/écriture, écriture DVD+RW 8x, écriture DVD-RW 6x, CD-R 24x, et CD-RW 16x | 4x DVD+R DL écriture, 8x DVD+/-R lecture/écriture, écriture DVD+RW 8x, écriture DVD-RW 6x, CD-R 24x, et CD-RW 16x | 4x DVD+R DL écriture, 8x DVD+/-R lecture/écriture, écriture DVD+RW 8x, écriture DVD-RW 6x, CD-R 24x, et CD-RW 16x                       | 4x DVD+R DL écriture, 8x DVD+/-R lecture/écriture, écriture DVD+RW 8x, écriture DVD-RW 6x, CD-R 24x, et CD-RW 16x           | 4x DVD+R DL écriture, 8x DVD+/-R lecture/écriture, écriture DVD+RW 8x, écriture DVD-RW 6x, CD-R 24x, et CD-RW 16x             |

#### MacBook Pro 15 pouces
Le MacBook Pro 15 pouces a disparu de la gamme en octobre 2013 en laissant la place au modèle Retina.
| Modèle                         | Fin 2008 | Mi-2009 | Mi-2010 | Début 2011 | Mi-2012 |
| ------------------------------ | --- | --- | --- | --- | --- |
| Composante                     | Intel Core 2 Duo | Intel Core 2 Duo | Intel Core i5 / i7 | Intel Core i5 / i7 | Intel Core i5 / i7 |
| № des modèles                  | MB470*/A ou MB471*/A | MC118*/A, MB985*/A ou MB986*/A | MC371*/A, MC372*/A ou MC373*/A | MC721LL/A ou MC723LL/A | MD103*/A ou MD104*/A |
| Identification de modèle       | A1286 (EMC 2254, 2324, 2354, 2353) | A1286 (EMC 2254, 2324, 2354, 2353) | A1286 (EMC 2254, 2324, 2354, 2353) | A1286 (EMC 2254, 2324, 2354, 2353) | A1286 (EMC 2254, 2324, 2354, 2353) |
| Écran (tous des écrans larges) | 15,4", écran brillant recouvert d'une dalle en verre, 1440 × 900 avec un rétro-éclairage LED                                                                                                | 15,4", écran brillant recouvert d'une dalle en verre, 1440 × 900 avec un rétro-éclairage LED Optionnel : écran mat. | 15,4", écran brillant recouvert d'une dalle en verre, 1440 × 900 avec un rétro-éclairage LED Optionnel : écran haute définition de 1680 × 1050 brillant ou mat                                                                               | 15,4", écran brillant recouvert d'une dalle en verre, 1440 × 900 avec un rétro-éclairage LED Optionnel : écran haute définition de 1680 × 1050 brillant ou mat                           | 15,4", écran brillant recouvert d'une dalle en verre, 1440 × 900 avec un rétro-éclairage LED Optionnel : écran haute définition de 1680 × 1050 brillant ou mat                      |
| Chipset graphique intégré      | nVidia GeForce 9400M avec 256 Mo de DDR3 SDRAM partagé avec la mémoire principale | nVidia GeForce 9400M avec 256 Mo de DDR3 SDRAM partagé avec la mémoire principale | Intel HD Graphics avec 256 Mo de DDR3 SDRAM partagé avec la mémoire principale | Intel HD Graphics 3000 avec 384 Mo de DDR3 SDRAM partagé avec la mémoire principale (512 Mo si RAM 8 Go)                                                                                 | Intel HD Graphics 4000 avec 384 Mo de DDR3 SDRAM partagé avec la mémoire principale (512 Mo si RAM 8 Go)                                                                            |
| Carte graphique                | nVidia GeForce 9600M GT avec 256 Mo ou 512 Mo de GDDR3 SDRAM | Aucune (Sur le modèle 2,53Ghz) nVidia GeForce 9600M GT avec 256 Mo ou 512 Mo de GDDR3 SDRAM (Sur les autres modèles) | NVIDIA GeForce GT 330M avec 256 Mo ou 512 Mo de GDDR3 | AMD Radeon HD 6490M avec 256 Mo de GDDR5 ou 6750M avec 1 Go de GDDR5 | NVIDIA GeForce GT 650M avec 1 Go de GDDR5 |
| Disque dur                     | 250 Go ou 320 Go Serial ATA 5400-tr/min. Optionnel : 250 Go ou 320 Go 7200-tr/min ou SSD 128 Go                                                                                             | 250 Go, 320 Go ou 500 Go Serial ATA 5400-tr/min. Optionnel : 320 Go ou 500 Go 5400-tr/min ou 7200-tr/min ou SSD 128 Go ou 256 Go | 320 Go ou 500 Go Serial ATA 5400-tr/min. Optionnel : 320 Go ou 500 Go 7200-tr/min ou SSD 128 Go, 256 Go ou 512 Go | 500 Go ou 750 Go Serial ATA 5400-tr/min. Optionnel : 500 Go 7200-tr/min ou SSD 128 Go, 256 Go ou 512 Go                                                                                  | 500 Go ou 750 Go Serial ATA 5400 tr/min. Optionnel : 750 Go 5400 tr/min. ou 7200 tr/min. ou 1 To 5400 tr/min. ou SSD 128 Go, 256 Go ou 512 Go                                       |
| Microprocesseur                | 2,4 GHz Intel Core 2 Duo avec 3 Mo de cache L2 (P8600) 2,53 GHz avec 6 Mo de cache L2 (T9400) (2,66 GHz à partir de mars 2009) Optionnel : 2,8 GHz (T9600) (2,93 GHz à partir de mars 2009) | 2,53 GHz (P8700) Intel Core 2 Duo avec 3 Mo de cache L2 on-chip 2,66 GHz (P8800) Intel Core 2 Duo avec 3 Mo de cache L2 on-chip 2,8 GHz (T9600) Intel Core 2 Duo avec 6 Mo de cache L2 on-chip Optionnel : 3,06 GHz (T9900) avec 6 Mo de cache L2 on-chip | dual-core 2,4 GHz Intel Core i5 avec 3 Mo de cache L3 on-chip dual-core 2,53 GHz Intel Core i5 avec 3 Mo de cache L3 on-chip dual-core 2,66 GHz Intel Core i7-620M avec 4 Mo de cache L3 on-chip Optionnel : dual-core 2,8 GHz Intel Core i7 | Quad-core 2 GHz Intel Core i7 Sandy Bridge 6 Mo de cache N3 Quad-core 2,2 GHz Intel Core i7 Sandy Bridge 6 Mo de cache N3 Optionnel : Quad-core 2,3 GHz i7 Sandy Bridge 8 Mo de cache N3 | Quad-core 2,3 GHz Intel Core i7 avec 6 Mo de cache L3 Quad-core 2.6 Ghz Intel Core i7 Ivy Bridge avec 6 Mo de cache L3 Optionnel : Quad-core 2,7 GHz i7 Ivy Bridge 8 Mo de cache L3 |
| Mémoire vive                   | 2 Go (2×1 Go) ou 4 Go (2×2 Go) de SDRAM 1 066 MHz PC3-8500 DDR3 SO-DIMM Extensible officiellement à 4 Go jusqu'à mars 2009, mais en fait 6 Go, puis officiellement à 8 Go depuis mars 2009  | 4 Go (2×2 Go) de SDRAM 1 066 MHz PC3-8500 DDR3 SO-DIMM Extensible à 8 Go | 4 Go (2×2 Go) de SDRAM 1 066 MHz PC3-8500 DDR3 SO-DIMM Extensible à 8 Go | 4 Go (2×2 Go) de SDRAM 1 333 MHz PC3-10600 DDR3 SO-DIMM Extensible à 8 Go | 4 Go (2 × 2 Go) de SDRAM 1 600 MHz PC3-12800 DDR3 SO-DIMM Extensible à 8 Go ou 16 Go                                                                                                |
| Front Side Bus                 | 1 066 MHz | 1 066 MHz | 1 066 MHz | 1333 MHz | 1600 MHz |
| AirPort Extreme                | Integrated 802.11a/b/g and draft-n (n enabled) (BCM4322 chipset) | Integrated 802.11a/b/g and draft-n (n enabled) (BCM4322 chipset) | Integrated 802.11a/b/g/n | Integrated 802.11a/b/g/n | Integrated 802.11a/b/g/n |
| SuperDrive (mange disque)      | Lecture DVD+/-R 8×, écriture DVD+R DL 4×, DVD+/-R & +RW 8×, DVD-RW 6×, CD-R 24× et CD-RW 16×                                                                                                | Lecture DVD+/-R 8×, écriture DVD+R DL 4×, DVD+/-R & +RW 8×, DVD-RW 6×, CD-R 24× et CD-RW 16× | Lecture DVD+/-R 8×, écriture DVD+R DL 4×, DVD+/-R & +RW 8×, DVD-RW 6×, CD-R 24× et CD-RW 16× | Lecture DVD+/-R 8×, écriture DVD+R DL 4×, DVD+/-R & +RW 8×, DVD-RW 6×, CD-R 24× et CD-RW 16×                                                                                             | Lecture DVD+/-R 8×, écriture DVD+R DL 4×, DVD+/-R & +RW 8×, DVD-RW 6×, CD-R 24× et CD-RW 16×                                                                                        |

#### MacBook Pro 17 pouces
Le MacBook Pro 17 pouces a disparu de la gamme le 12 juin 2012.
| Modèle                    | Début 2009 | Mi-2009 | Début / Mi-2010 | 2011 |
| ------------------------- | --- | --- | --- | --- |
| Composante                | Intel Core 2 Duo                                                                                                   | Intel Core 2 Duo                                                                                                   | Intel Core i5 / i7 | Intel Core i5 / i7                                                                                                 |
| № des modèles             | MB604*/A | MC226*/A | MC024*/A | MC725LL/A |
| Identification de modèle  | A1297 (EMC 2272)                                                                                                   | A1297 (EMC 2329)                                                                                                   | A1297 (EMC 2352) | A1297 (Début EMC 2352, Fin EMC 2564)                                                                               |
| Écran                     | 17", écran brillant recouvert d'une dalle en verre, 1920 × 1200 avec un rétro-éclairage LED Optionnel : écran mat. | 17", écran brillant recouvert d'une dalle en verre, 1920 × 1200 avec un rétro-éclairage LED Optionnel : écran mat. | 17", écran brillant recouvert d'une dalle en verre, 1920 × 1200 avec un rétro-éclairage LED Optionnel : écran mat.        | 17", écran brillant recouvert d'une dalle en verre, 1920 × 1200 avec un rétro-éclairage LED Optionnel : écran mat. |
| Chipset graphique intégré | nVidia GeForce 9400M avec 256 Mo de DDR3 SDRAM partagé avec la mémoire principale                                  | nVidia GeForce 9400M avec 256 Mo de DDR3 SDRAM partagé avec la mémoire principale                                  | Intel HD Graphics avec 256 Mo de DDR3 SDRAM partagé avec la mémoire principale                                            | Intel HD Graphics 3000 avec 384 Mo de DDR3 SDRAM partagé avec la mémoire principale                                |
| Carte graphique           | nVidia GeForce 9600M GT avec 512 Mo de GDDR3 SDRAM                                                                 | nVidia GeForce 9600M GT avec 512 Mo de GDDR3 SDRAM                                                                 | NVIDIA GeForce GT 330M avec 512 Mo de GDDR3                                                                               | AMD Radeon HD 6750M avec 1 Go de GDDR5                                                                             |
| Disque dur                | 320 Go Serial ATA 5400 tr/min. Optionnel : 320 Go 7200 tr/min ou SSD 128 Go ou 256 Go                              | 500 Go Serial ATA 5400 tr/min. Optionnel : 500 Go 7200 tr/min ou SSD 128 Go ou 256 Go                              | 500 Go Serial ATA 5400 tr/min. Optionnel : 500 Go 7200 tr/min ou SSD 128 Go, 256 Go ou 512 Go                             | 750 Go Serial ATA 5400 tr/min. Optionnel : 500 Go 7200 tr/min ou SSD 128 Go, 256 Go ou 512 Go                      |
| Microprocesseur           | 2,66 GHz avec 6 Mo de cache L2 (T9550) Optionnel : 2,93 GHz (T9800)                                                | 2,8 GHz avec 6 Mo de cache L2 (T9600) Optionnel : 3,06 GHz (T9900)                                                 | dual-core 2,53 GHz Intel Core i5 avec 3 Mo de cache L3 Optionnel : dual-core 2,66 GHz Intel Core i7 avec 4 Mo de cache L3 | quad-core 2,2 GHz Intel Core i7 avec 6 Mo de cache N3 Optionnel : quad-core 2,3 GHz i7 avec 8 Mo de cache N3       |
| Mémoire vive              | 4 Go (2 x 2 Go) de 1 066 MHz PC3-8500 DDR3 SO-DIMM SDRAM Extensible à 8 Go                                         | 4 Go (2 x 2 Go) de 1 066 MHz PC3-8500 DDR3 SO-DIMM SDRAM Extensible à 8 Go                                         | 4 Go (2 x 2 Go) de 1 066 MHz PC3-8500 DDR3 SO-DIMM SDRAM Extensible à 8 Go                                                | 4 Go (2×2 Go) de SDRAM 1 333 MHz DDR3 SO-DIMM Extensible à 16 Go                                                   |
| Front Side Bus            | 1 066 MHz | 1 066 MHz | 1 066 MHz | 1333 MHz |
| AirPort Extreme           | Integrated 802.11a/b/g and draft-n (n enabled) (BCM4322 chipset)                                                   | Integrated 802.11a/b/g and draft-n (n enabled) (BCM4322 chipset)                                                   | Integrated 802.11a/b/g/n                                                                                                  | Integrated 802.11a/b/g/n                                                                                           |
| SuperDrive (mange disque) | 4x DVD+R DL écriture, 8x DVD+/-R lecture/écriture, écriture DVD+RW 8x, écriture DVD-RW 6x, CD-R 24x, et CD-RW 16x  | 4x DVD+R DL écriture, 8x DVD+/-R lecture/écriture, écriture DVD+RW 8x, écriture DVD-RW 6x, CD-R 24x, et CD-RW 16x  | 4x DVD+R DL écriture, 8x DVD+/-R lecture/écriture, écriture DVD+RW 8x, écriture DVD-RW 6x, CD-R 24x, et CD-RW 16x         | 4x DVD+R DL écriture, 8x DVD+/-R lecture/écriture, écriture DVD+RW 8x, écriture DVD-RW 6x, CD-R 24x, et CD-RW 16x  |

## MacBook Pro avec écran Retina

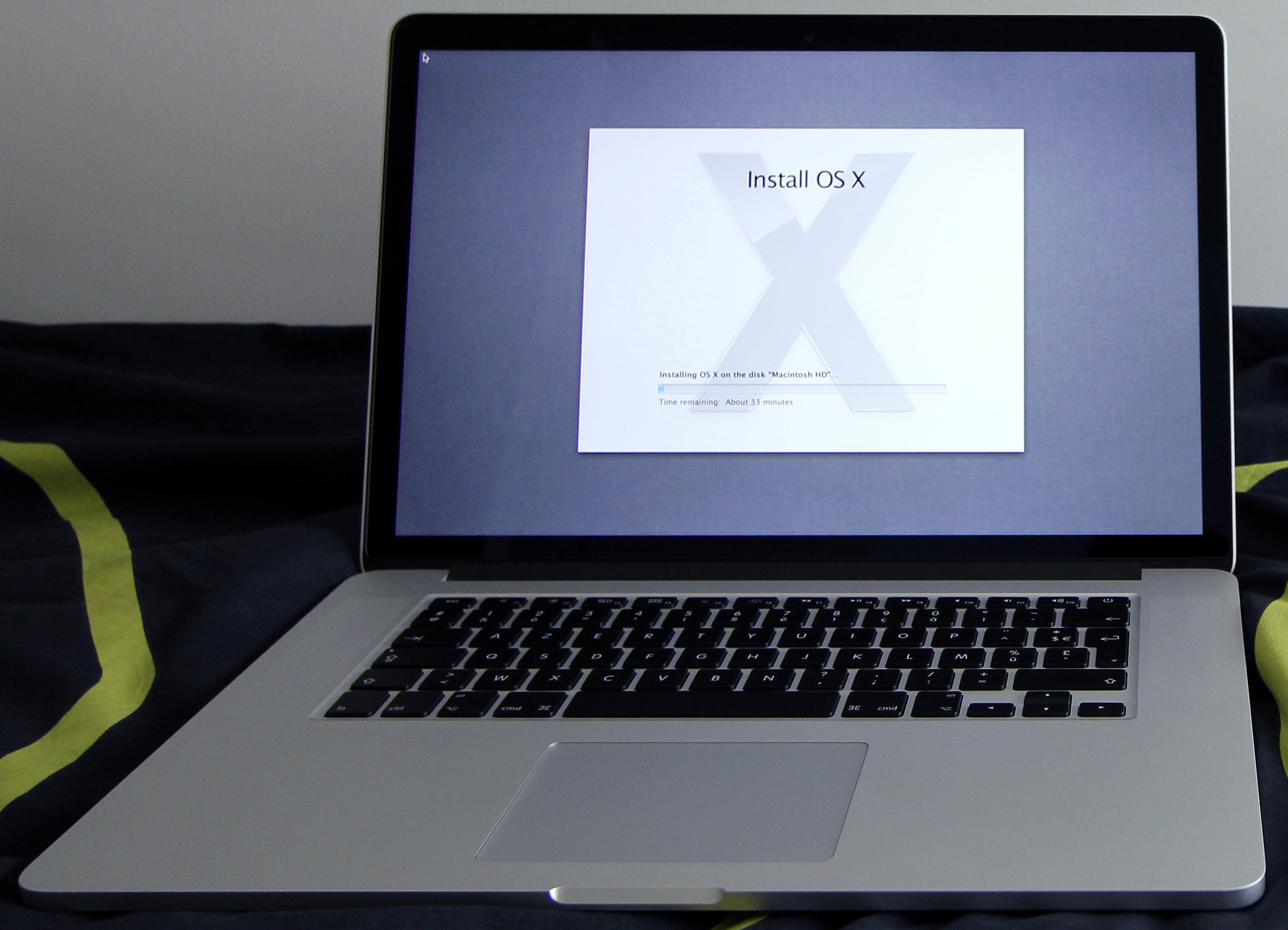
MacBook Pro 15 pouces avec écran Retina.

### Développement

#### MacBook Pro 15 pouces
Apple présente le 11 juin 2012 le MacBook Pro 15 pouces avec écran Retina, à l'architecture totalement repensée, disponible à partir de 2 199 $ (2 279 €). Ce modèle inaugure un écran affichant une définition de 2880 × 1800 pixels, soit une résolution de 220 ppp. Il est toujours recouvert d'une dalle brillante désormais traitée anti-reflets, entrainant la disparition de l'écran mat disponible en option sur la précédente génération.
Cet ordinateur est également plus fin et léger, marquant la fin du lecteur optique et des disques durs à plateaux. Il utilise en effet un SSD en barrette, comme le MacBook Air. Il introduit un nouveau connecteur de recharge, le MagSafe 2, l'ancien modèle étant devenu trop gros pour pouvoir être intégré sur la tranche du portable, ainsi qu'un nouveau type de ventilateurs à pales asymétriques censé être plus silencieux. Ces ventilateurs, combinés à des évents latéraux servant aussi de raidisseurs, font partie d'un système de refroidissement étudié pour compenser l'étroitesse du châssis. La RAM est désormais soudée à la carte mère, là encore comme sur les MacBook Air.
Pour la première fois sur un portable Apple, un port HDMI est présent, mais il n'y a pas de port ethernet intégré. Un système de double micro permet de diminuer le bruit ambiant lors d'une conversation. Le capteur infrarouge et le témoin de veille disparaissent. Le bouton d'allumage intègre le clavier.
Le nom MacBook Pro n'est plus inscrit en bas de l'écran comme c'était la tradition, mais sous le produit.

#### MacBook Pro 13 pouces
Le 23 octobre 2012, la version 13 pouces du MacBook Pro avec écran Retina est officialisée. Presque aussi fin que le modèle 15 pouces, il est disponible à partir de 1 699 $ (1 749 €). Il en reprend globalement toutes les caractéristiques, à commencer par un écran à la résolution importante de 227 ppp. La définition est de 2560 × 1600 pixels.
Après une importante baisse de prix et de premières modifications le 13 février 2013, ce modèle connait une refonte relativement importante en octobre 2013. Son boitier est aminci, s'alignant sur la finesse du modèle 15 pouces, et son organisation interne est revue, supprimant un vaste espace resté vide sur les modèles précédents, et signant par la même occasion le passage à un unique ventilateur pour le refroidissement du processeur.

### Modèles
Ces modèles sont remplacés par des versions Touch Bar en 2016.

#### MacBook Pro 13 pouces
| Modèle                    | Fin 2012 | Début 2013 | Fin 2013 | Mi 2014 | Début 2015 |
| ------------------------- | --- | --- | --- | --- | --- |
| № des modèles             | MD212*/A ou MD213*/A | ME662*/A ou ME663*/A ou ME697*/A | ME864*/A ou ME865*/A ou ME866*/A | MGX72*/A ou MGX82*/A ou MGX92*/A | MF839*/A ou MF840*/A ou MF841*/A |
| Identification de modèle  | A1425 (EMC 2557) | A1425 (EMC 2672) | A1502 (EMC 2678) | A1502 (EMC 2875) | A1502 (EMC 2835) |
| Commercialisation         | octobre 2012 | février 2013 | octobre 2013 | juillet 2014 | mars 2015 |
| Date de retrait           | octobre 2013 | octobre 2013 | juillet 2014 | mars 2015 | NC |
| Écran                     | 13,3" (16:10), 2 560 × 1 600 (227 ppi), écran avec un rétro-éclairage LED, recouvert d'une dalle en verre traitée anti-reflets                                                             | 13,3" (16:10), 2 560 × 1 600 (227 ppi), écran avec un rétro-éclairage LED, recouvert d'une dalle en verre traitée anti-reflets                                      | 13,3" (16:10), 2 560 × 1 600 (227 ppi), écran avec un rétro-éclairage LED, recouvert d'une dalle en verre traitée anti-reflets | 13,3" (16:10), 2 560 × 1 600 (227 ppi), écran avec un rétro-éclairage LED, recouvert d'une dalle en verre traitée anti-reflets | 13,3" (16:10), 2 560 × 1 600 (227 ppi), écran avec un rétro-éclairage LED, recouvert d'une dalle en verre traitée anti-reflets |
| Microprocesseur           | 2,5 GHz dual-core Intel Core i5 Ivy Bridge avec 3 Mo de cache L3 (i5-3210M) Optionnel : 2,9 GHz dual-core Intel Core i7 Ivy Bridge avec 4 Mo de cache L3 (i7-3520M) (jusqu'à février 2013) | 2,6 GHz dual-core Intel Core i5 Ivy Bridge avec 3 Mo de cache L3 (i5-3230M) Optionnel : 3,0 GHz dual-core Intel Core i7 Ivy Bridge avec 4 Mo de cache L3 (i7-3540M) | 2,4 GHz dual-core Intel Core i5 Haswell avec 3 Mo de cache L3 (i5-4258U) ou 2,6 GHz dual-core Intel Core i5 Haswell avec 3 Mo de cache L3 (i5-4288U) Optionnel : 2,8 GHz dual-core Intel Core i7 Haswell avec 4 Mo de cache L3 (i7-4558U) | 2,6 GHz dual-core Intel Core i5 Haswell avec 3 Mo de cache L3 (i5-4278U) ou 2,8 GHz dual-core Intel Core i5 Haswell avec 3 Mo de cache L3 (i5-4308U) Optionnel : 3,0 GHz dual-core Intel Core i7 Haswell avec 4 Mo de cache L3 (i7-4578U) | 2,7 GHz dual-core Intel Core i5 Broadwell avec 3 Mo de cache L3 (i5-5257U) ou 2,9 GHz dual-core Intel Core i5 Broadwell avec 3 Mo de cache L3 (i5-5287U) Optionnel : 3,1 GHz dual-core Intel Core i7 Broadwell avec 4 Mo de cache L3 (i7-5557U) |
| Mémoire vive              | 8 Go de RAM soudée (non modifiable) | 8 Go de RAM soudée (non modifiable) | 4 Go ou 8 Go de RAM soudée (non modifiable) Optionnel : 16 Go seulement au moment de l'achat | 8 Go de RAM soudée (non modifiable) Optionnel : 16 Go seulement au moment de l'achat | 8 Go de RAM soudée (non modifiable) Optionnel : 16 Go seulement au moment de l'achat |
| Mémoire vive              | 1 600 MHz PC3-12800 DDR3L SDRAM | 1 600 MHz PC3-12800 DDR3L SDRAM | 1 600 MHz PC3-12800 DDR3L SDRAM | 1 600 MHz PC3-12800 DDR3L SDRAM | 1 866 MHz PC3-14900 LPDDR3 SDRAM |
| Chipset graphique intégré | Intel HD Graphics 4000 avec RAM partagée avec la mémoire principale | Intel HD Graphics 4000 avec RAM partagée avec la mémoire principale                                                                                                 | Intel Iris 5100 Graphics avec RAM partagée avec la mémoire principale | Intel Iris 5100 Graphics avec RAM partagée avec la mémoire principale | Intel Iris 6100 Graphics avec RAM partagée avec la mémoire principale |
| Disque dur                | SSD 128 Go ou 256 Go. Optionnel : 512 Go ou 768 Go | SSD 256 Go. Optionnel : 512 Go ou 768 Go | SSD 128 Go ou 256 Go. Optionnel : 512 Go ou 1 To | SSD 128 Go ou 256 Go. Optionnel : 512 Go ou 1 To | SSD 128 Go ou 256 Go. Optionnel : 512 Go ou 1 To |
| AirPort Extreme           | Intégré, 802.11a/b/g/n (2.4 et 5 GHz, jusqu'à 450 Mbit/s) (BCM4331 3 × 3 chipset) | Intégré, 802.11a/b/g/n (2.4 et 5 GHz, jusqu'à 450 Mbit/s) (BCM4331 3 × 3 chipset)                                                                                   | Intégré, 802.11a/b/g/n/ac (2.4 et 5 GHz, jusqu'à 1.3 Gbit/s) (BCM4360 3 × 3 chipset) | Intégré, 802.11a/b/g/n/ac (2.4 et 5 GHz, jusqu'à 1.3 Gbit/s) (BCM4360 3 × 3 chipset) | Intégré, 802.11a/b/g/n/ac (2.4 et 5 GHz, jusqu'à 1.3 Gbit/s) (BCM4360 3 × 3 chipset) |
| SuperDrive (mange disque) | Aucun SuperDrive (SuperDrive externe en option) | Aucun SuperDrive (SuperDrive externe en option) | Aucun SuperDrive (SuperDrive externe en option) | Aucun SuperDrive (SuperDrive externe en option) | Aucun SuperDrive (SuperDrive externe en option) |
| Trackpad                  | Multitouch | Multitouch | Multitouch | Multitouch | Force Touch avec Taptic Engine |
| Batterie                  | 74 Wh | 74 Wh | 71,8 Wh | 71,8 Wh | 74,9 Wh |
| Poids                     | 1,62 kg | 1,62 kg | 1,57 kg | 1,57 kg | 1,58 kg |
| Dimensions                | 31,4 × 21,9 × 1,9 cm | 31,4 × 21,9 × 1,9 cm | 31,4 × 21,9 × 1,8 cm | 31,4 × 21,9 × 1,8 cm | 31,4 × 21,9 × 1,8 cm |

#### MacBook Pro 15 pouces
| Modèle                    | Mi-2012 | Début 2013 | Fin 2013 | Mi-2014 | Mi-2015 |
| ------------------------- | --- | --- | --- | --- | --- |
| № des modèles             | MC975*/A ou MC976*/A | ME664*/A ou ME665*/A | ME293*/A ou ME294*/A | MGXA2*/A ou MGXC2*/A | MJLQ2*/A ou MJLT2*/A |
| Identification de modèle  | A1398 (EMC 2512) | A1398 (EMC 2673) | A1398 (EMC 2674, 2745) | A1398 (EMC 2876, 2881) | A1398 (EMC 2909, 2910) |
| Commercialisation         | juin 2012 | février 2013 | octobre 2013 | juillet 2014 | mai 2015 |
| Date de retrait           | février 2013 | octobre 2013 | juillet 2014 | mai 2015 | NC |
| Écran                     | 15,4" (16:10), 2 880 × 1 800 (220 ppi), écran avec un rétro-éclairage LED, recouvert d'une dalle en verre traitée anti-reflets | 15,4" (16:10), 2 880 × 1 800 (220 ppi), écran avec un rétro-éclairage LED, recouvert d'une dalle en verre traitée anti-reflets | 15,4" (16:10), 2 880 × 1 800 (220 ppi), écran avec un rétro-éclairage LED, recouvert d'une dalle en verre traitée anti-reflets | 15,4" (16:10), 2 880 × 1 800 (220 ppi), écran avec un rétro-éclairage LED, recouvert d'une dalle en verre traitée anti-reflets | 15,4" (16:10), 2 880 × 1 800 (220 ppi), écran avec un rétro-éclairage LED, recouvert d'une dalle en verre traitée anti-reflets |
| Microprocesseur           | 2,3 GHz quad-core Intel Core i7 Ivy Bridge avec 6 Mo de cache L3 (i7-3615QM) ou 2,6 GHz quad-core Intel Core i7 Ivy Bridge avec 6 Mo de cache L3 (i7-3720QM) Optionnel : 2,7 GHz quad-core Intel Core i7 Ivy Bridge avec 8 Mo de cache L3 (i7-3820QM) | 2,4 GHz quad-core Intel Core i7 Ivy Bridge avec 6 Mo de cache L3 (i7-3630QM) ou 2,7 GHz quad-core Intel Core i7 Ivy Bridge avec 6 Mo de cache L3 (i7-3740QM) Optionnel : 2,8 GHz quad-core Intel Core i7 Ivy Bridge avec 8 Mo de cache L3 (i7-3840QM) | 2,0 GHz quad-core Intel Core i7 Haswell avec 6 Mo de cache L3 et 128 Mo de cache L4 (Crystalwell) (i7-4750HQ) ou 2,3 GHz quad-core Intel Core i7 Haswell avec 6 Mo de cache L3 et 128 Mo de cache L4 (Crystalwell) (i7-4850HQ) Optionnel : 2,6 GHz quad-core Intel Core i7 Haswell avec 6 Mo de cache L3 et 128 Mo de cache L4 (Crystalwell) (i7-4960HQ) | 2,2 GHz quad-core Intel Core i7 Haswell avec 6 Mo de cache L3 et 128 Mo de cache L4 (Crystalwell) (i7-4770HQ) ou 2,5 GHz quad-core Intel Core i7 Haswell avec 6 Mo de cache L3 et 128 Mo de cache L4 (Crystalwell) (i7-4870HQ) Optionnel : 2,8 GHz quad-core Intel Core i7 Haswell avec 6 Mo de cache L3 et 128 Mo de cache L4 (Crystalwell) (i7-4980HQ) | 2,2 GHz quad-core Intel Core i7 Haswell avec 6 Mo de cache L3 et 128 Mo de cache L4 (Crystalwell) (i7-4770HQ) ou 2,5 GHz quad-core Intel Core i7 Haswell avec 6 Mo de cache L3 et 128 Mo de cache L4 (Crystalwell) (i7-4870HQ) Optionnel : 2,8 GHz quad-core Intel Core i7 Haswell avec 6 Mo de cache L3 et 128 Mo de cache L4 (Crystalwell) (i7-4980HQ) |
| Mémoire vive              | 8 Go de RAM soudée (non modifiable) Optionnel : 16 Go seulement au moment de l'achat | 8 Go ou 16 Go de RAM soudée (non modifiable) Optionnel : 16 Go seulement au moment de l'achat (2,4 GHz) | 8 Go ou 16 Go de RAM soudée (non modifiable) Optionnel : 16 Go seulement au moment de l'achat (2,0 GHz) | 16 Go de RAM soudée (non modifiable) | 16 Go de RAM soudée (non modifiable) |
| Mémoire vive              | 1 600 MHz PC3-12800 DDR3L SDRAM | | | | |
| Carte graphique           | Intel HD Graphics 4000 avec RAM partagée avec la mémoire principale et Nvidia GeForce GT 650M avec 1 Go de mémoire GDDR5 (bascule automatique entre les cartes graphiques sous OS X)                                                                  | Intel HD Graphics 4000 avec RAM partagée avec la mémoire principale et Nvidia GeForce GT 650M avec 1 Go de mémoire GDDR5 (bascule automatique entre les cartes graphiques sous OS X)                                                                  | Intel Iris Pro 5200 Graphics avec RAM partagée avec la mémoire principale (2,0 GHz) | Intel Iris Pro 5200 Graphics avec RAM partagée avec la mémoire principale (2,2 GHz) | Intel Iris Pro 5200 Graphics avec RAM partagée avec la mémoire principale (2,2 GHz) |
| Carte graphique           | Intel HD Graphics 4000 avec RAM partagée avec la mémoire principale et Nvidia GeForce GT 650M avec 1 Go de mémoire GDDR5 (bascule automatique entre les cartes graphiques sous OS X)                                                                  | Intel HD Graphics 4000 avec RAM partagée avec la mémoire principale et Nvidia GeForce GT 650M avec 1 Go de mémoire GDDR5 (bascule automatique entre les cartes graphiques sous OS X)                                                                  | Intel Iris Pro 5200 Graphics avec RAM partagée avec la mémoire principale et Nvidia GeForce GT 750M avec 2 Go de mémoire GDDR5 (bascule automatique entre les cartes graphiques sous OS X) (2,3 GHz) | Intel Iris Pro 5200 Graphics avec RAM partagée avec la mémoire principale et Nvidia GeForce GT 750M avec 2 Go de mémoire GDDR5 (bascule automatique entre les cartes graphiques sous OS X) (2,5 GHz) | Intel Iris Pro 5200 Graphics avec RAM partagée avec la mémoire principale et AMD Radeon R9 M370X avec 2 Go de mémoire GDDR5 (bascule automatique entre les cartes graphiques sous OS X) (2,5 GHz) |
| Disque dur                | SSD 256 Go ou 512 Go Optionnel : 512 Go (2,3 GHz) ou 768 Go | SSD 256 Go ou 512 Go Optionnel : 512 Go (2,4 GHz) ou 768 Go | SSD 256 Go ou 512 Go Optionnel : 512 Go (2,0 GHz) ou 1 To | SSD 256 Go ou 512 Go Optionnel : 512 Go (2,2 GHz) ou 1 To | SSD 256 Go ou 512 Go Optionnel : 512 Go (2,2 GHz) ou 1 To |
| Disque dur                | Mini-SATA III (6 Gbit/s) | Mini-SATA III (6 Gbit/s) | PCIe 2.0 ×2 5.0 GT/s (8 Gbit/s) | PCIe 2.0 ×2 5.0 GT/s (8 Gbit/s) | PCIe 3.0 ×4 8.0 GT/s (25.6 Gbit/s) |
| AirPort Extreme           | Intégré, 802.11a/b/g/n (2.4 et 5 GHz, jusqu'à 450 Mbit/s) (BCM4331 3 × 3 chipset) | Intégré, 802.11a/b/g/n (2.4 et 5 GHz, jusqu'à 450 Mbit/s) (BCM4331 3 × 3 chipset) | Intégré, 802.11a/b/g/n/ac (2.4 et 5 GHz, jusqu'à 1.3 Gbit/s) (BCM4360 3 × 3 chipset) | Intégré, 802.11a/b/g/n/ac (2.4 et 5 GHz, jusqu'à 1.3 Gbit/s) (BCM4360 3 × 3 chipset) | Intégré, 802.11a/b/g/n/ac (2.4 et 5 GHz, jusqu'à 1.3 Gbit/s) (BCM4360 3 × 3 chipset) |
| SuperDrive (mange disque) | Aucun SuperDrive (SuperDrive externe en option) | Aucun SuperDrive (SuperDrive externe en option) | Aucun SuperDrive (SuperDrive externe en option) | Aucun SuperDrive (SuperDrive externe en option) | Aucun SuperDrive (SuperDrive externe en option) |
| Webcam                    | FaceTime HD (720p) | FaceTime HD (720p) | FaceTime HD (720p) | FaceTime HD (720p) | FaceTime HD (720p) |
| Trackpad                  | Multitouch | Multitouch | Multitouch | Multitouch | Force Touch avec Taptic Engine |
| Batterie                  | 95 Wh | 95 Wh | 95 Wh | 95 Wh | 99,5 Wh |
| Poids                     | 2,02 kg | 2,02 kg | 2,02 kg | 2,02 kg | 2,04 kg |
| Dimensions                | 35,9 × 24,7 × 1,8 cm | 35,9 × 24,7 × 1,8 cm | 35,9 × 24,7 × 1,8 cm | 35,9 × 24,7 × 1,8 cm | 35,9 × 24,7 × 1,8 cm |

## MacBook Pro avec Touch Bar

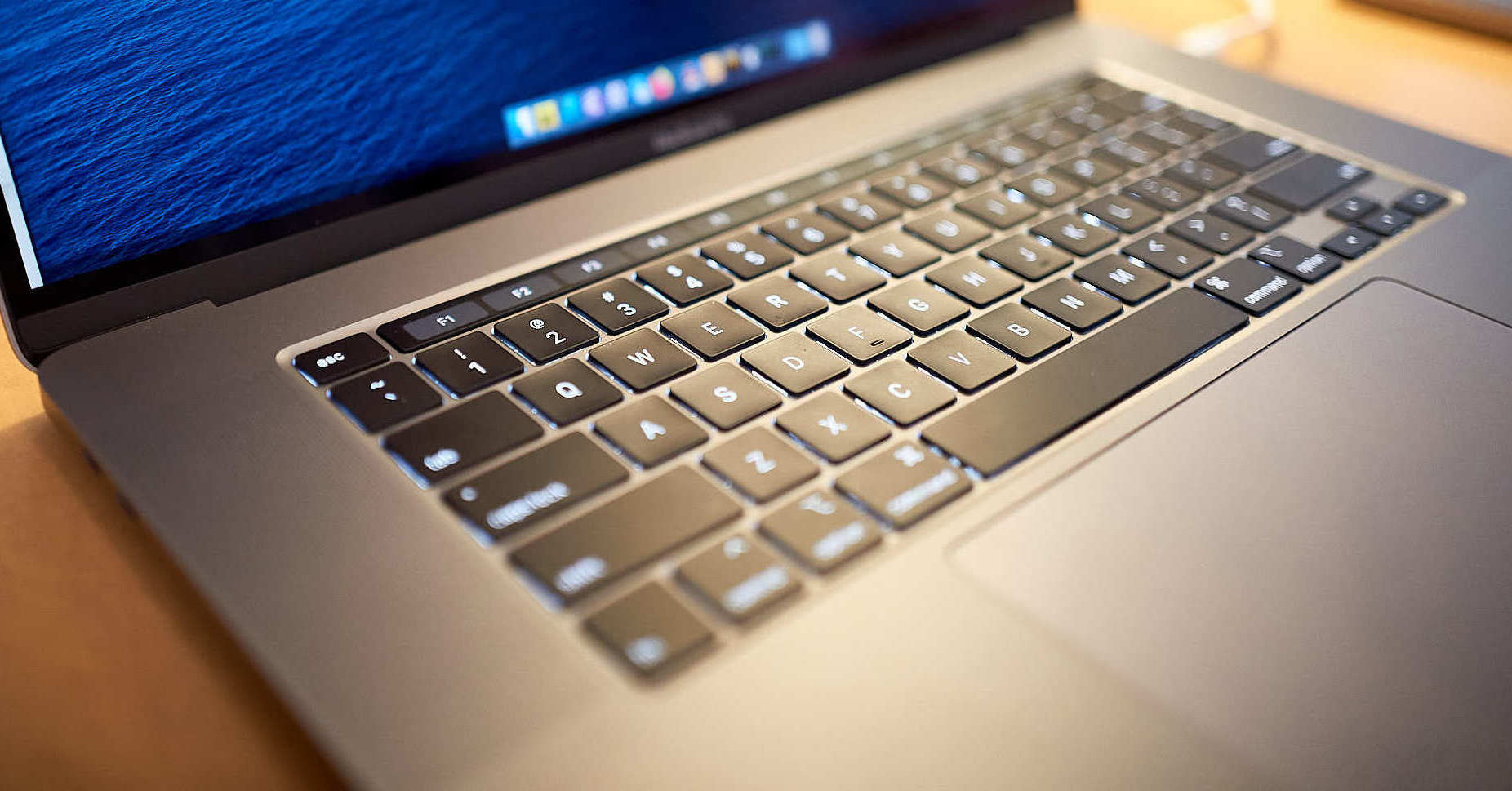
MacBook Pro 16 pouces 2019 avec Touch Bar.

La quatrième génération de MacBook Pro est dévoilée le 27 octobre 2016. Les deux modèles 13 et 15 pouces disposent d'une barre tactile combinée à un écran OLED au-dessus du clavier intégrant Touch ID, remplaçant la longueur des touches de fonctions pour les rendre variables selon le programme utilisé. L’écran Retina implique le retrait de la pomme lumineuse intégrée au capot quand le MacBook Pro est allumé en faveur d’une pomme noire.

### Tableau des modèles
| Désignation                                          | 13 pouces deux ports Thunderbolt 3 | 13 pouces avec Touch Bar | 15 pouces avec Touch Bar | 13 pouces deux ports Thunderbolt 3 | 13 pouces avec Touch Bar | 15 pouces avec Touch Bar | 13 pouces, quatre ports Thunderbolt 3 | 15 pouces | 13 pouces, Deux ports Thunderbolt 3 | 13 pouces, Quatre ports Thunderbolt 3 | 15 pouces | 16" | 13" (2 ports Thunderbolt 3) | 13" (4 ports Thunderbolt 3) |
| Date de commercialisation                            | 27 octobre 2016 | November 12, 2016 | November 12, 2016 | 5 juin 2017 | 5 juin 2017 | 5 juin 2017 | July 12, 2018 | July 12, 2018 | July 9, 2019 | May 21, 2019 | May 21, 2019 | 13 Novembre 2019 | 4 Mai 2020 | 4 Mai 2020 |
| Numéros de modèle                                    | MLL42LL/A | MLH12LL/A | MLH32LL/A ou MLH42LL/A (space gray) MLW72LL/A ou MLW82LL/A(silver) | MPXQ2LL/A ou MPXR2LL/A ou MPXT2LL/A ou MPXU2LL/A | MPXV2LL/A ou MPXW2LL/A ou MPXX2LL/A ou MPXY2LL/A ou MQ002LL/A ou MQ012LL/A | MPTR2LL/A ou MPTT2LL/A ou MPTU2LL/A ou MPTV2LL/A ou MPTW2LL/A ou MPTX2LL/A | MR9Q2LL/A ou MR9R2LL/A ou MR9T2LL/A ou MR9U2LL/A ou MR9V2LL/A                                                                                        | MR932LL/A ou MR942LL/A ou MR952LL/A ou MR962LL/A ou MR972LL/A | MUHN2LL/A ou MUHP2LL/A ou MUHQ2LL/A ou MUHR2LL/A ou MUHR2LL/B | MV962LL/A ou MV972LL/A ou MV982LL/A ou MV992LL/A ou MV9A2LL/A | MV902LL/A ou MV912LL/A ou MV922LL/A ou MV932LL/A ou MV942LL/A ou MV952LL/A | MVVJ2LL/A ou MVVK2LL/A ou MVVL2LL/A ou MVVM2LL/A | MXK32LL/A ou MXK52LL/A ou MXK62LL/A ou MXK72LL/A | MWP42LL/A ou MWP52LL/A ou MWP62LL/A ou MWP72LL/A ou MWP82LL/A |
| Identification de modèle                             | MacBookPro13,1 (A1708) | MacBookPro13,2 (A1706) | MacBookPro13,3 (A1707) | MacBookPro14,1 (A1708) | MacBookPro14,2 (A1706) | MacBookPro14,3 (A1707) | MacBookPro15,2 (A1989) | MacBookPro15,1 (A1990) | MacBookPro15,4 (A2159) | MacBookPro15,2 (A1989) | MacBookPro15,1 (A1990), MacBookPro15,3 (A1990) | MacBookPro16,1 (A2141) | MacBookPro16,3 (A2289) | MacBookPro16,2 (A2251) |
| DEL-Rétroéclairage écran large brillant Écran Retina | 13.3”, 2 560 × 1 600 (16:10), 227 ppi avec Large couleur (P3) gamut, 500-nits (13")                                                                       | 13.3”, 2 560 × 1 600 (16:10), 227 ppi avec Large couleur (P3) gamut, 500-nits (13") | 13.3”, 2 560 × 1 600 (16:10), 227 ppi avec Large couleur (P3) gamut, 500-nits (13") | 13.3”, 2 560 × 1 600 (16:10), 227 ppi avec Large couleur (P3) gamut, 500-nits (13")                                                                       | 13.3”, 2 560 × 1 600 (16:10), 227 ppi avec Large couleur (P3) gamut, 500-nits (13") | 13.3”, 2 560 × 1 600 (16:10), 227 ppi avec Large couleur (P3) gamut, 500-nits (13") | 13.3", 2 560 × 1 600 (16:10), 227 ppi avec large couleur (P3) gamut, 500-nits, True Tone display (13")                                               | 13.3", 2 560 × 1 600 (16:10), 227 ppi avec large couleur (P3) gamut, 500-nits, True Tone display (13") | 13.3", 2 560 × 1 600 (16:10), 227 ppi avec large couleur (P3) gamut, 500-nits, True Tone display (13")                                                                                    | 13.3", 2 560 × 1 600 (16:10), 227 ppi avec large couleur (P3) gamut, 500-nits, True Tone display (13")                                                                                         | 13.3", 2 560 × 1 600 (16:10), 227 ppi avec large couleur (P3) gamut, 500-nits, True Tone display (13") | 3072×1920 (16:10), 226 ppi avec large couleur (P3) gamut, 500-nits (16") | 2560×1600 (16:10), 227 ppi avec large couleur (P3) gamut, 500-nits (13.3") | 2560×1600 (16:10), 227 ppi avec large couleur (P3) gamut, 500-nits (13.3") |
| DEL-Rétroéclairage écran large brillant Écran Retina | 15.4”, 2 880 × 1 800 (16:10), 220 ppi avec large couleur (P3) gamut, 500-nits (15”)                                                                       | 15.4”, 2 880 × 1 800 (16:10), 220 ppi avec large couleur (P3) gamut, 500-nits (15”) | 15.4”, 2 880 × 1 800 (16:10), 220 ppi avec large couleur (P3) gamut, 500-nits (15”) | 15.4”, 2 880 × 1 800 (16:10), 220 ppi avec large couleur (P3) gamut, 500-nits (15”)                                                                       | 15.4”, 2 880 × 1 800 (16:10), 220 ppi avec large couleur (P3) gamut, 500-nits (15”) | 15.4”, 2 880 × 1 800 (16:10), 220 ppi avec large couleur (P3) gamut, 500-nits (15”) | 15.4", 2 880 × 1 800 (16:10), 220 ppi avec large couleur (P3) gamut, 500-nits, True Tone display (15")                                               | 15.4", 2 880 × 1 800 (16:10), 220 ppi avec large couleur (P3) gamut, 500-nits, True Tone display (15") | 15.4", 2 880 × 1 800 (16:10), 220 ppi avec large couleur (P3) gamut, 500-nits, True Tone display (15")                                                                                    | 15.4", 2 880 × 1 800 (16:10), 220 ppi avec large couleur (P3) gamut, 500-nits, True Tone display (15")                                                                                         | 15.4", 2 880 × 1 800 (16:10), 220 ppi avec large couleur (P3) gamut, 500-nits, True Tone display (15") | 3072×1920 (16:10), 226 ppi avec large couleur (P3) gamut, 500-nits (16") | 2560×1600 (16:10), 227 ppi avec large couleur (P3) gamut, 500-nits (13.3") | 2560×1600 (16:10), 227 ppi avec large couleur (P3) gamut, 500-nits (13.3") |
| Caméra vidéo                                         | FaceTime HD (720p) | FaceTime HD (720p) | FaceTime HD (720p) | FaceTime HD (720p) | FaceTime HD (720p) | FaceTime HD (720p) | FaceTime HD (720p) | FaceTime HD (720p) | FaceTime HD (720p) | FaceTime HD (720p) | FaceTime HD (720p) | FaceTime HD (720p) | FaceTime HD (720p) | FaceTime HD (720p) |
| Processeur                                           | 2.0 GHz dual-core Intel Core i5 Skylake (6360U), jusqu'à 3.1 GHz, 4 MB L3 cache Optionnel 2.4 GHz i7-6660U, jusqu'à 3.4 GHz, 4 MB L3 cache                | 2.9 GHz dual-core Intel Core i5 Skylake (6267U), jusqu'à 3.3 GHz, 4 MB L3 cache Optionnel 3.1 GHz i5-6287U, jusqu'à 3.5 GHz, 4 MB L3 cache Optionnel 3.3 GHz i7-6567U, jusqu'à 3.6 GHz, 4 MB L3 cache | 2.6 GHz quad-core Intel Core i7 Skylake (6700HQ), jusqu'à 3.5 GHz, 6 MB L3 cache Optionnel 2.9 GHz i7-6920HQ, jusqu'à 3.8 GHz, 8 MB L3 cache                                                                                         | 2.3 GHz dual-core Intel Core i5 Kaby Lake (7360U), jusqu'à 3.6 GHz, 4 MB L3 cache Optionnel 2.5 GHz i7-7660U, jusqu'à 4.0 GHz, 4 MB L3 cache              | 3.1 GHz dual-core Intel Core i5 Kaby Lake (7267U), jusqu'à 3.5 GHz, 4 MB L3 cache Optionnel 3.3 GHz i5-7287U, jusqu'à 3.7 GHz, 4 MB L3 cache Optionnel 3.5 GHz i7-7567U, jusqu'à 4.0 GHz, 4 MB L3 cache | 2.8 GHz quad-core Intel Core i7 Kaby Lake (7700HQ), jusqu'à 3.8 GHz, 6 MB L3 cache Optionnel 3.1 GHz i7-7920HQ, jusqu'à 4.1 GHz, 8 MB L3 cache                                                | 2.3 GHz quad-core Intel Core i5 Coffee Lake (8259U), jusqu'à 3.8 GHz, 6 MB L3 cache Optionnel 2.7 GHz i7-8559U, jusqu'à 4.5 GHz, 8 MB L3 cache       | 2.2 GHz six-core Intel Core i7 Coffee Lake (8750H), jusqu'à 4.1 GHz, 9 MB L3 cache Optionnel 2.9 GHz six-core Intel Core i9 Coffee Lake (8950HK), jusqu'à 4.8 GHz, 12 MB L3 cache                                                                                 | 1.4 GHz quad-core Intel Core i5 Coffee Lake, jusqu'à 3.9 GHz, 6 MB L3 cache, 128 eDRAM Optionnel 1.7 GHz quad-core Intel Core i7 Coffee Lake, jusqu'à 4.5 GHz, 8 MB L3 cache,128 MB eDRAM | 2.4 GHz quad-core Intel Core i5 Coffee Lake,, jusqu'à 4.1 GHz, 6 MB L3 cache, 128 MB eDRAM Optionnel 2.8 GHz quad-core Intel Core i7 Coffee Lake, jusqu'à 4.7 GHz, 8 MB L3 cache, 128 MB eDRAM | 2.6 GHz six-core Intel Core i7 Coffee Lake (9th Gen), jusqu'à 4.5 GHz, 12 MB L3 cache Optionnel 2.4 GHz eight-core Intel Core i9 Coffee Lake (9th Gen), jusqu'à 5 GHz, 16 MB L3 cache                                                        | 2.6 GHz six-core Intel Core i7 Coffee Lake (9th Gen), jusqu'à 4.5 GHz, 12 MB L3 cache Optionnel 2.4 GHz eight-core Intel Core i9 Coffee Lake (9th Gen), jusqu'à 5 GHz, 16 MB L3 cache | 1.4 GHz quad‑core 8th‑generation Intel Core i5 (8257U) Coffee Lake (8th Gen), up to 3.9GHz Optionnel 1.7 GHz quad‑core 8th‑generation Intel Core i7 (8557U) Coffee Lake (8th Gen), up to 4.5GHz        | 2.0 GHz quad‑core 10th‑generation Intel Core i5 (1038NG7) Ice Lake (10th Gen), up to 3.8GHz, with 6 MB L3 cache Optionnel 2.3 GHz quad‑core 10th‑generation Intel Core i7 (1068NG7) Ice Lake (10th Gen), up to 4.1GHz, with 8 MB L3 cache |
| Processeur                                           | 2.0 GHz dual-core Intel Core i5 Skylake (6360U), jusqu'à 3.1 GHz, 4 MB L3 cache Optionnel 2.4 GHz i7-6660U, jusqu'à 3.4 GHz, 4 MB L3 cache                | 2.9 GHz dual-core Intel Core i5 Skylake (6267U), jusqu'à 3.3 GHz, 4 MB L3 cache Optionnel 3.1 GHz i5-6287U, jusqu'à 3.5 GHz, 4 MB L3 cache Optionnel 3.3 GHz i7-6567U, jusqu'à 3.6 GHz, 4 MB L3 cache | 2.7 GHz quad-core Intel Core i7 Skylake (6820HQ), jusqu'à 3.6 GHz, 8MB L3 cache Optionnel 2.9 GHz i7-6920HQ, jusqu'à 3.8 GHz, 8 MB L3 cache                                                                                          | 2.3 GHz dual-core Intel Core i5 Kaby Lake (7360U), jusqu'à 3.6 GHz, 4 MB L3 cache Optionnel 2.5 GHz i7-7660U, jusqu'à 4.0 GHz, 4 MB L3 cache              | 3.1 GHz dual-core Intel Core i5 Kaby Lake (7267U), jusqu'à 3.5 GHz, 4 MB L3 cache Optionnel 3.3 GHz i5-7287U, jusqu'à 3.7 GHz, 4 MB L3 cache Optionnel 3.5 GHz i7-7567U, jusqu'à 4.0 GHz, 4 MB L3 cache | 2.9 GHz quad-core Intel Core i7 Kaby Lake (7820HQ), jusqu'à 3.9 GHz, 8MB L3 cache Optionnel 3.1 GHz i7-7920HQ, jusqu'à 4.1 GHz, 8 MB L3 cache                                                 | 2.3 GHz quad-core Intel Core i5 Coffee Lake (8259U), jusqu'à 3.8 GHz, 6 MB L3 cache Optionnel 2.7 GHz i7-8559U, jusqu'à 4.5 GHz, 8 MB L3 cache       | 2.6 GHz six-core Intel Core i7 Coffee Lake (8850H), jusqu'à 4.3 GHz, 9 MB L3 cache Optionnel 2.9 GHz six-core Intel Core i9 Coffee Lake (8950HK), jusqu'à 4.8 GHz, 12 MB L3 cache                                                                                 | 1.4 GHz quad-core Intel Core i5 Coffee Lake, jusqu'à 3.9 GHz, 6 MB L3 cache, 128 eDRAM Optionnel 1.7 GHz quad-core Intel Core i7 Coffee Lake, jusqu'à 4.5 GHz, 8 MB L3 cache,128 MB eDRAM | 2.4 GHz quad-core Intel Core i5 Coffee Lake,, jusqu'à 4.1 GHz, 6 MB L3 cache, 128 MB eDRAM Optionnel 2.8 GHz quad-core Intel Core i7 Coffee Lake, jusqu'à 4.7 GHz, 8 MB L3 cache, 128 MB eDRAM | 2.3 GHz eight-core Intel Core i9 Coffee Lake (9th Gen), jusqu'à 4.8 GHz, 16 MB L3 cache Optionnel 2.4 GHz eight-core Intel Core i9 (9980HK) Coffee Lake (9th Gen), up to 5 GHz, 16 MB L3 cache                                               | 2.3 GHz eight-core Intel Core i9 Coffee Lake (9th Gen), jusqu'à 4.8 GHz, 16 MB L3 cache Optionnel 2.4 GHz eight-core Intel Core i9 (9980HK) Coffee Lake (9th Gen), up to 5 GHz, 16 MB L3 cache                                                                                                 | 1.4 GHz quad‑core 8th‑generation Intel Core i5 (8257U) Coffee Lake (8th Gen), up to 3.9GHz Optionnel 1.7 GHz quad‑core 8th‑generation Intel Core i7 (8557U) Coffee Lake (8th Gen), up to 4.5GHz        | 2.0 GHz quad‑core 10th‑generation Intel Core i5 (1038NG7) Ice Lake (10th Gen), up to 3.8GHz, with 6 MB L3 cache Optionnel 2.3 GHz quad‑core 10th‑generation Intel Core i7 (1068NG7) Ice Lake (10th Gen), up to 4.1GHz, with 8 MB L3 cache |
| Bus System                                           | 4 GT/s OPI (On Package DMI 3.0 interconnect Interface) (Bande Passante Max. théorique 4 GB/s)                                                             | 4 GT/s OPI (On Package DMI 3.0 interconnect Interface) (Bande Passante Max. théorique 4 GB/s) | 8 GT/s DMI 3.0 (Bande Passante Max. théorique 3.94 GB/s) | 4 GT/s OPI (On Package DMI 3.0 interconnect Interface) (Bande Passante Max. théorique 4 GB/s)                                                             | 4 GT/s OPI (On Package DMI 3.0 interconnect Interface) (Bande Passante Max. théorique 4 GB/s) | 8 GT/s DMI 3.0 (Bande Passante Max. théorique 3.94 GB/s) | 4 GT/s OPI (On Package DMI 3.0 interconnect Interface) (Bande Passante Max. théorique: 4 GB/s)                                                       | 8 GT/s DMI 3.0 (Bande Passante Max. théorique: 3.94 GB/s) | 4 GT/s OPI (On Package DMI 3.0 interconnect Interface) (Bande Passante Max. théorique: 4 GB/s)                                                                                            | 4 GT/s OPI (On Package DMI 3.0 interconnect Interface) (Bande Passante Max. théorique: 4 GB/s)                                                                                                 | 8 GT/s DMI 3.0 (Bande Passante Max. théorique: 3.94 GB/s) | 8 GT/s DMI 3.0 (Bande Passante Max. théorique: 3.94 GB/s) | 8 GT/s DMI 3.0 (Bande Passante Max. théorique: 3.94 GB/s) | 8 GT/s DMI 3.0 (Bande Passante Max. théorique: 3.94 GB/s) |
| Mémoire Vive                                         | 8 GB soudé à la carte mère RAM (non augmentable) Optionnel 16 GB RAM                                                                                      | 8 GB soudé à la carte mère RAM (non augmentable) Optionnel 16 GB RAM | 16 GB soudé à la carte mère RAM (non augmentable) | 8 GB soudé à la carte mère RAM (non augmentable) Optionnel 16 GB RAM                                                                                      | 8 GB soudé à la carte mère RAM (non augmentable) Optionnel 16 GB RAM | 16 GB soudé à la carte mère RAM (non augmentable) | 8 GB soudé à la carte mère RAM (non augmentable) Optionnel 16 GB RAM                                                                                 | 16 GB soudé à la carte mère RAM (non augmentable) Optionnel 32 GB RAM | 8 GB soudé à la carte mère RAM (non augmentable) Optionnel 16 GB RAM | 8 GB soudé à la carte mère RAM (non augmentable) Optionnel 16 GB RAM | 16 GB soudés à la carte mère (non augmentable) Optionnel 32 GB RAM | 16 Go soudés à la carte mère (non augmentable) Optionnel : 32 ou 64 Go de RAM | 8 Go soudés à la carte mère (non augmentable) Optionnel : 16 Go de RAM | 16 Go soudés à la carte mère (non augmentable) Optionnel : 32 Go de RAM |
| Mémoire Vive                                         | 1866 MHz PC3-14900 LPDDR3 SDRAM | 2133 MHz PC3-17000 LPDDR3 SDRAM | 2133 MHz PC3-17000 LPDDR3 SDRAM | 2133 MHz PC3-17000 LPDDR3 SDRAM | 2133 MHz PC3-17000 LPDDR3 SDRAM | 2133 MHz PC3-17000 LPDDR3 SDRAM | 2133 MHz PC3-17000 LPDDR3 SDRAM | 2400 MHz PC4-19200 DDR4 SDRAM | 2133 MHz PC3-17000 LPDDR3 SDRAM | 2133 MHz PC3-17000 LPDDR3 SDRAM | 2400 MHz PC4-19200 DDR4 SDRAM | 2667 MHz PC4-21300 DDR4 SDRAM | 2133 MHz LPDDR3 | 3733 MHz LPDDR4X |
| Graphismes                                           | Intel Iris Graphics 540 avec 64 LPDDR3 SDRAM partagé avec la mémoire principale                                                                           | Intel Iris Graphics 550 avec 64 LPDDR3 SDRAM partagé avec la mémoire principale | Intel HD Graphics 530 AMD Radeon Pro (en) 450 avec 2 GB de mémoire GDDR5 et bascule automatique vers la carte graphique (2.6 GHz) Configurable avec Radeon Pro 455 avec 2 GB de mémoire GDDR5, ou Pro 460 avec 4 GB de mémoire GDDR5 | Intel Iris Plus Graphics 640 avec 64 LPDDR3 SDRAM partagé avec la mémoire principale                                                                      | Intel Iris Plus Graphics 650 avec 64 LPDDR3 SDRAM partagé avec la mémoire principale | Intel HD Graphics 630 AMD Radeon Pro (en) 555 avec 2 GB de mémoire GDDR5 et bascule automatique vers la carte graphique (2.8 GHz) Configurable avec Radeon Pro 560 avec 4 GB de mémoire GDDR5 | Intel Iris Plus Graphics 655 avec 128 MB eDRAM | Intel UHD Graphics 630 AMD Radeon Pro 555X avec 4 GB de mémoire GDDR5 et bascule automatique vers la carte graphique (2.2 GHz) Configurable avec Radeon Pro 560X avec 4 GB de mémoire GDDR5                                                                       | Intel Iris Plus Graphics 645 avec 128 MB eDRAM | Intel Iris Plus Graphics 655 avec 128 MB eDRAM | Intel UHD Graphics 630 AMD Radeon Pro 555X avec 4 GB de mémoire GDDR5 et bascule automatique vers la carte graphique (2.6 GHz) Configurable avec Radeon Pro 560X avec 4 GB de mémoire GDDR5                                                  | Intel UHD Graphics 630 AMD Radeon Pro 5300M with 4GB of GDDR6 memory and automatic graphics switching Configurable to AMD Radeon Pro 5500M with 4GB of GDDR6 memory or AMD Radeon Pro 5500M with 8GB of GDDR6 memory or (from June 2020 onwards) AMD Radeon Pro 5600M with 8GB of HBM2 memory. | Intel Iris Plus Graphics 645 | Intel Iris Plus Graphics |
| Graphismes                                           | Intel Iris Graphics 540 avec 64 LPDDR3 SDRAM partagé avec la mémoire principale                                                                           | Intel Iris Graphics 550 avec 64 LPDDR3 SDRAM partagé avec la mémoire principale | Intel HD Graphics 530 AMD Radeon Pro (en) 455 avec 2 GB de mémoire GDDR5 et bascule automatique vers la carte graphique (2.7 GHz) Configurable avec Radeon Pro 460 avec 4 GB de mémoire GDDR5                                        | Intel Iris Plus Graphics 640 avec 64 LPDDR3 SDRAM partagé avec la mémoire principale                                                                      | Intel Iris Plus Graphics 650 avec 64 LPDDR3 SDRAM partagé avec la mémoire principale | Intel HD Graphics 630 AMD Radeon Pro (en) 560 avec 4 GB de mémoire GDDR5 et bascule automatique vers la carte graphique (2.9 GHz)                                                             | Intel Iris Plus Graphics 655 avec 128 MB eDRAM | Intel UHD Graphics 630 AMD Radeon Pro 560X avec 4 GB de mémoire GDDR5 et bascule automatique vers la carte graphique (2.6 GHz) Configurable avec Radeon Pro Vega 16 avec 4 GB de mémoire HBM2 ou Radeon Pro Vega 20 avec 4GB de mémoire HBM2 depuis Novembre 2018 | Intel Iris Plus Graphics 645 avec 128 MB eDRAM | Intel Iris Plus Graphics 655 avec 128 MB eDRAM | Intel UHD Graphics 630 AMD Radeon Pro 560X avec 4 GB de mémoire GDDR5 et bascule automatique vers la carte graphique (2.3 GHz) Configurable avec Radeon Pro Vega 16 avec 4 GB de mémoire HBM2 ou Radeon Pro Vega 20 avec 4GB de mémoire HBM2 | Intel UHD Graphics 630 AMD Radeon Pro 5500M with 4GB of GDDR6 memory and automatic graphics switching Configurable to AMD Radeon Pro 5500M with 8GB of GDDR6 memory or (from June 2020 onwards) AMD Radeon Pro 5600M with 8GB of HBM2 memory.                                                  | Intel Iris Plus Graphics 645 | Intel Iris Plus Graphics |
| Stockage                                             | 256 GB ou 512 GB ou 1 TB SSD[réf. nécessaire] | 256 GB SSD soudé à la carte mère (non augmentable) | 256 GB SSD. Configurable avec 512 GB, 1 TB ou 2 TB SSD (non augmentable) (2.6 GHz) | 128 GB ou 256 GB ou 512 GB ou 1 TB SSD | 256 GB ou 512 GB ou 1 TB SSD (non augmentable) | 256 GB ou 512 GB ou 1 TB ou 2 TB SSD soudé à la carte mère (non augmentable) (2.8 GHz) | 256 GB ou 512 GB ou 1 TB ou 2 TB (non augmentable)                                                                                                   | 256 GB ou 512 GB ou 1 TB ou 2 TB ou 4 TB SSD soudé à la carte mère (non augmentable) (2.2 GHz) | 128 GB ou 256 GB ou 512 GB ou 1 TB ou 2 TB (non augmentable) | 2 56 GB ou 512 GB ou 1 TB ou 2 TB (not upgradable) | 256 GB ou 512 GB ou 1 TB ou 2 TB ou 4 TB SSD soudé à la carte mère (non augmentable) (2.6 GHz) | SSD de 512 Go soudé à la carte mère (non augmentable) Optionnel : 1, 2, 4 ou 8 To | SSD de 256 Go soudé à la carte mère (non augmentable) Optionnel : 512 Go, 1 ou 2 To | SSD de 512 Go soudé à la carte mère (non augmentable) Optionnel : 1, 2 ou 4 To |
| Stockage                                             | 256 GB ou 512 GB ou 1 TB SSD[réf. nécessaire] | 512 GB ou 1 TB SSD soudé à la carte mère (non augmentable) | 512 GB SSD. Configurable avec 1 TB ou 2 TB SSD (non augmentable) (2.7 GHz) | 128 GB ou 256 GB ou 512 GB ou 1 TB SSD | 256 GB ou 512 GB ou 1 TB SSD (non augmentable) | 512 GB ou 1 TB ou 2 TB SSD soudé à la carte mère (non augmentable) (2.9 GHz) | 256 GB ou 512 GB ou 1 TB ou 2 TB (non augmentable)                                                                                                   | 512 GB ou 1 TB ou 2 TB ou 4 TB SSD soudé à la carte mère (non augmentable) (2.6 GHz) | 128 GB ou 256 GB ou 512 GB ou 1 TB ou 2 TB (non augmentable) | 2 56 GB ou 512 GB ou 1 TB ou 2 TB (not upgradable) | 512 GB ou 1 TB ou 2 TB ou 4 TB SSD soudé à la carte mère (non augmentable) (2.3 GHz) | SSD de 1 To soudé à la carte mère (non augmentable) Optionnel : 2, 4 ou 8 To | SSD de 512 Go soudé à la carte mère (non augmentable) Optionnel : 1 ou 2 To | SSD de 1 To soudé à la carte mère (non augmentable) Optionnel : 2 ou 4 To |
| Stockage                                             | NVMe/PCIe 3.0 ×4 8.0 GT/s (31.5 Gbit/s) | | | | | | | | | | | | | |
| Puce de Sécurité                                     | NC | Apple T1 | Apple T1 | NC | Apple T1 | Apple T1 | Apple T2 | Apple T2 | Apple T2 | Apple T2 | Apple T2 | Apple T2 | Apple T2 | Apple T2 |
| Wi-Fi                                                | Puce intégrée Wi-Fi 5 (802.11a/b/g/n/ac), jusqu'à 867 Mbit/s (13" sans Touch Bar) ou 1.3 Gbit/s (13", 15" et 16" avec Touch Bar)                          | Puce intégrée Wi-Fi 5 (802.11a/b/g/n/ac), jusqu'à 867 Mbit/s (13" sans Touch Bar) ou 1.3 Gbit/s (13", 15" et 16" avec Touch Bar)                                                                      | Puce intégrée Wi-Fi 5 (802.11a/b/g/n/ac), jusqu'à 867 Mbit/s (13" sans Touch Bar) ou 1.3 Gbit/s (13", 15" et 16" avec Touch Bar) | Puce intégrée Wi-Fi 5 (802.11a/b/g/n/ac), jusqu'à 867 Mbit/s (13" sans Touch Bar) ou 1.3 Gbit/s (13", 15" et 16" avec Touch Bar)                          | Puce intégrée Wi-Fi 5 (802.11a/b/g/n/ac), jusqu'à 867 Mbit/s (13" sans Touch Bar) ou 1.3 Gbit/s (13", 15" et 16" avec Touch Bar)                                                                        | Puce intégrée Wi-Fi 5 (802.11a/b/g/n/ac), jusqu'à 867 Mbit/s (13" sans Touch Bar) ou 1.3 Gbit/s (13", 15" et 16" avec Touch Bar)                                                              | Puce intégrée Wi-Fi 5 (802.11a/b/g/n/ac), jusqu'à 867 Mbit/s (13" sans Touch Bar) ou 1.3 Gbit/s (13", 15" et 16" avec Touch Bar)                     | Puce intégrée Wi-Fi 5 (802.11a/b/g/n/ac), jusqu'à 867 Mbit/s (13" sans Touch Bar) ou 1.3 Gbit/s (13", 15" et 16" avec Touch Bar) | Puce intégrée Wi-Fi 5 (802.11a/b/g/n/ac), jusqu'à 867 Mbit/s (13" sans Touch Bar) ou 1.3 Gbit/s (13", 15" et 16" avec Touch Bar)                                                          | Puce intégrée Wi-Fi 5 (802.11a/b/g/n/ac), jusqu'à 867 Mbit/s (13" sans Touch Bar) ou 1.3 Gbit/s (13", 15" et 16" avec Touch Bar)                                                               | Puce intégrée Wi-Fi 5 (802.11a/b/g/n/ac), jusqu'à 867 Mbit/s (13" sans Touch Bar) ou 1.3 Gbit/s (13", 15" et 16" avec Touch Bar) | Puce intégrée Wi-Fi 5 (802.11a/b/g/n/ac), jusqu'à 867 Mbit/s (13" sans Touch Bar) ou 1.3 Gbit/s (13", 15" et 16" avec Touch Bar) | Puce intégrée Wi-Fi 5 (802.11a/b/g/n/ac), jusqu'à 867 Mbit/s (13" sans Touch Bar) ou 1.3 Gbit/s (13", 15" et 16" avec Touch Bar)                                                                       | Puce intégrée Wi-Fi 5 (802.11a/b/g/n/ac), jusqu'à 867 Mbit/s (13" sans Touch Bar) ou 1.3 Gbit/s (13", 15" et 16" avec Touch Bar) |
| Bluetooth                                            | Bluetooth 4.2 wireless technology | Bluetooth 4.2 wireless technology | Bluetooth 4.2 wireless technology | Bluetooth 4.2 wireless technology | Bluetooth 4.2 wireless technology | Bluetooth 4.2 wireless technology | Technologie sans-fil Bluetooth 5.0 | Technologie sans-fil Bluetooth 5.0 | Technologie sans-fil Bluetooth 5.0 | Technologie sans-fil Bluetooth 5.0 | Technologie sans-fil Bluetooth 5.0 | Technologie sans-fil Bluetooth 5.0 | Technologie sans-fil Bluetooth 5.0 | Technologie sans-fil Bluetooth 5.0 |
| Connectiques                                         | Thunderbolt 3 (jusqu'à 40 Gbit/s) (USB-C 3.1 Gen 2) (jusqu'à 10 Gbit/s) supportant la charge et DisplayPort 1.2                                           | Thunderbolt 3 (jusqu'à 40 Gbit/s) (USB-C 3.1 Gen 2) (jusqu'à 10 Gbit/s) supportant la charge et DisplayPort 1.2                                                                                       | Thunderbolt 3 (jusqu'à 40 Gbit/s) (USB-C 3.1 Gen 2) (jusqu'à 10 Gbit/s) supportant la charge et DisplayPort 1.2 | Thunderbolt 3 (jusqu'à 40 Gbit/s) (USB-C 3.1 Gen 2) (jusqu'à 10 Gbit/s) supportant la charge et DisplayPort 1.2                                           | Thunderbolt 3 (jusqu'à 40 Gbit/s) (USB-C 3.1 Gen 2) (jusqu'à 10 Gbit/s) supportant la charge et DisplayPort 1.2                                                                                         | Thunderbolt 3 (jusqu'à 40 Gbit/s) (USB-C 3.1 Gen 2) (jusqu'à 10 Gbit/s) supportant la charge et DisplayPort 1.2                                                                               | Thunderbolt 3 (jusqu'à 40 Gbit/s) (USB-C 3.1 Gen 2) (jusqu'à 10 Gbit/s) supportant la charge et DisplayPort 1.2                                      | Thunderbolt 3 (jusqu'à 40 Gbit/s) (USB-C 3.1 Gen 2) (jusqu'à 10 Gbit/s) supportant la charge et DisplayPort 1.2 | Thunderbolt 3 (jusqu'à 40 Gbit/s) (USB-C 3.1 Gen 2) (jusqu'à 10 Gbit/s) supportant la charge et DisplayPort 1.2                                                                           | Thunderbolt 3 (jusqu'à 40 Gbit/s) (USB-C 3.1 Gen 2) (jusqu'à 10 Gbit/s) supportant la charge et DisplayPort 1.2                                                                                | Thunderbolt 3 (jusqu'à 40 Gbit/s) (USB-C 3.1 Gen 2) (jusqu'à 10 Gbit/s) supportant la charge et DisplayPort 1.2 | Thunderbolt 3 (jusqu'à 40 Gbit/s) (USB-C 3.1 Gen 2) (jusqu'à 10 Gbit/s) supportant la charge et DisplayPort 1.2 | Thunderbolt 3 (jusqu'à 40 Gbit/s) (USB-C 3.1 Gen 2) (jusqu'à 10 Gbit/s) supportant la charge et DisplayPort 1.2                                                                                        | Thunderbolt 3 (jusqu'à 40 Gbit/s) (USB-C 3.1 Gen 2) (jusqu'à 10 Gbit/s) supportant la charge et DisplayPort 1.2 |
| Connectiques                                         | Deux ports supportant deux écrans 4096x2304 ou un écran 5120x2880 (MST) (13" sans Touch Bar)                                                              | Deux ports supportant deux écrans 4096x2304 ou un écran 5120x2880 (MST) (13" sans Touch Bar) | Deux ports supportant deux écrans 4096x2304 ou un écran 5120x2880 (MST) (13" sans Touch Bar) | Deux ports supportant deux écrans 4096x2304 ou un écran 5120x2880 (MST) (13" sans Touch Bar)                                                              | Deux ports supportant deux écrans 4096x2304 ou un écran 5120x2880 (MST) (13" sans Touch Bar) | Deux ports supportant deux écrans 4096x2304 ou un écran 5120x2880 (MST) (13" sans Touch Bar)                                                                                                  | Deux ports supportant deux écrans 4096x2304 ou un écran 5120x2880 (MST) (13" sans Touch Bar)                                                         | Deux ports supportant deux écrans 4096x2304 ou un écran 5120x2880 (MST) (13" sans Touch Bar) | Deux ports supportant deux écrans 4096x2304 ou un écran 5120x2880 (MST) (13" sans Touch Bar)                                                                                              | Deux ports supportant deux écrans 4096x2304 ou un écran 5120x2880 (MST) (13" sans Touch Bar)                                                                                                   | Deux ports supportant deux écrans 4096x2304 ou un écran 5120x2880 (MST) (13" sans Touch Bar) | 4 ports à pleine performance supportant jusqu'à 4 écrans 4096×2304 ou 2 écrans 6016×3384 (simple flux seulement, supporte DisplayPort 1.4) | Two ports full performance supporting two 4096×2304 displays or one 5120×2880 display | Four ports full performance supporting two 4096×2304 displays or one 6016×3384 display |
| Connectiques                                         | Quatre ports, (les 2 ports de gauche supportant la pleine performance), supportant deux écrans 4096x2304 ou un écran 5120x2880 (MST) (13" avec Touch Bar) | Quatre ports, (les 2 ports de gauche supportant la pleine performance), supportant deux écrans 4096x2304 ou un écran 5120x2880 (MST) (13" avec Touch Bar)                                             | Quatre ports, (les 2 ports de gauche supportant la pleine performance), supportant deux écrans 4096x2304 ou un écran 5120x2880 (MST) (13" avec Touch Bar)                                                                            | Quatre ports, (les 2 ports de gauche supportant la pleine performance), supportant deux écrans 4096x2304 ou un écran 5120x2880 (MST) (13" avec Touch Bar) | Quatre ports, (les 2 ports de gauche supportant la pleine performance), supportant deux écrans 4096x2304 ou un écran 5120x2880 (MST) (13" avec Touch Bar)                                               | Quatre ports, (les 2 ports de gauche supportant la pleine performance), supportant deux écrans 4096x2304 ou un écran 5120x2880 (MST) (13" avec Touch Bar)                                     | Quatre ports à pleine performance avec deux controlleurs supportant deux écrans 4096x2304 ou un écran 5120x2880 (MST) (13")                          | Quatre ports à pleine performance avec deux controlleurs supportant deux écrans 4096x2304 ou un écran 5120x2880 (MST) (13") | Quatre ports à pleine performance avec deux controlleurs supportant deux écrans 4096x2304 ou un écran 5120x2880 (MST) (13")                                                               | Quatre ports à pleine performance avec deux controlleurs supportant deux écrans 4096x2304 ou un écran 5120x2880 (MST) (13")                                                                    | Quatre ports à pleine performance avec deux controlleurs supportant deux écrans 4096x2304 ou un écran 5120x2880 (MST) (13") | 4 ports à pleine performance supportant jusqu'à 4 écrans 4096×2304 ou 2 écrans 6016×3384 (simple flux seulement, supporte DisplayPort 1.4) | Two ports full performance supporting two 4096×2304 displays or one 5120×2880 display | Four ports full performance supporting two 4096×2304 displays or one 6016×3384 display |
| Connectiques                                         | Quatre ports à pleine performance supportant quatre écrans 4096x2304 ou deux écrans 5120x2880 (MST) (15")                                                 | Quatre ports à pleine performance supportant quatre écrans 4096x2304 ou deux écrans 5120x2880 (MST) (15")                                                                                             | Quatre ports à pleine performance supportant quatre écrans 4096x2304 ou deux écrans 5120x2880 (MST) (15") | Quatre ports à pleine performance supportant quatre écrans 4096x2304 ou deux écrans 5120x2880 (MST) (15")                                                 | Quatre ports à pleine performance supportant quatre écrans 4096x2304 ou deux écrans 5120x2880 (MST) (15")                                                                                               | Quatre ports à pleine performance supportant quatre écrans 4096x2304 ou deux écrans 5120x2880 (MST) (15")                                                                                     | Quatre ports à pleine performance supportant quatre écrans 4096x2304 ou deux écrans 5120x2880 (simple flux chacun, supportant DisplayPort 1.4) (15") | Quatre ports à pleine performance supportant quatre écrans 4096x2304 ou deux écrans 5120x2880 (simple flux chacun, supportant DisplayPort 1.4) (15") | Quatre ports à pleine performance supportant quatre écrans 4096x2304 ou deux écrans 5120x2880 (simple flux chacun, supportant DisplayPort 1.4) (15")                                      | Quatre ports à pleine performance supportant quatre écrans 4096x2304 ou deux écrans 5120x2880 (simple flux chacun, supportant DisplayPort 1.4) (15")                                           | Quatre ports à pleine performance supportant quatre écrans 4096x2304 ou deux écrans 5120x2880 (simple flux chacun, supportant DisplayPort 1.4) (15")                                                                                         | 4 ports à pleine performance supportant jusqu'à 4 écrans 4096×2304 ou 2 écrans 6016×3384 (simple flux seulement, supporte DisplayPort 1.4) | Two ports full performance supporting two 4096×2304 displays or one 5120×2880 display | Four ports full performance supporting two 4096×2304 displays or one 6016×3384 display |
| Audio                                                | Prise casque 3,5 mm (analogique) | Prise casque 3,5 mm (analogique) | Prise casque 3,5 mm (analogique) | Prise casque 3,5 mm (analogique) | Prise casque 3,5 mm (analogique) | Prise casque 3,5 mm (analogique) | Prise casque 3,5 mm (analogique) | Prise casque 3,5 mm (analogique) | Prise casque 3,5 mm (analogique) | Prise casque 3,5 mm (analogique) | Prise casque 3,5 mm (analogique) | Prise casque 3,5 mm (analogique) | Prise casque 3,5 mm (analogique) | Prise casque 3,5 mm (analogique) |
| Audio                                                | Haut-parleurs stéréo intégrés avec "high dynamic range", plusieurs microphones                                                                            | Haut-parleurs stéréo intégrés avec "high dynamic range", plusieurs microphones | Haut-parleurs stéréo intégrés avec "high dynamic range", plusieurs microphones | Haut-parleurs stéréo intégrés avec "high dynamic range", plusieurs microphones                                                                            | Haut-parleurs stéréo intégrés avec "high dynamic range", plusieurs microphones | Haut-parleurs stéréo intégrés avec "high dynamic range", plusieurs microphones | Haut-parleurs stéréo intégrés avec "high dynamic range", plusieurs microphones                                                                       | Haut-parleurs stéréo intégrés avec "high dynamic range", plusieurs microphones | Haut-parleurs stéréo intégrés avec "high dynamic range", plusieurs microphones | Haut-parleurs stéréo intégrés avec "high dynamic range", plusieurs microphones | Haut-parleurs stéréo intégrés avec "high dynamic range", plusieurs microphones | Système à six haut-parleurs haute fidélité avec woofers à annulation de force + Ensemble de trois micros de qualité studio avec rapport signal sur bruit élevé et formation de faisceaux directionnels                                                                                         | Système à six haut-parleurs haute fidélité avec woofers à annulation de force + Ensemble de trois micros de qualité studio avec rapport signal sur bruit élevé et formation de faisceaux directionnels | Système à six haut-parleurs haute fidélité avec woofers à annulation de force + Ensemble de trois micros de qualité studio avec rapport signal sur bruit élevé et formation de faisceaux directionnels                                    |
| Batterie (lithium polymer, non-enlevable)            | 54.5 Wh (13" sans Touch Bar) | 54.5 Wh (13" sans Touch Bar) | 54.5 Wh (13" sans Touch Bar) | 54.5 Wh (13" sans Touch Bar) | 54.5 Wh (13" sans Touch Bar) | 54.5 Wh (13" sans Touch Bar) | 54.5 Wh (13" sans Touch Bar) | 54.5 Wh (13" sans Touch Bar) | 58.2 Wh (13" 2019, Deux ports Thunderbolt 3) | 58.2 Wh (13" 2019, Deux ports Thunderbolt 3) | 58.2 Wh (13" 2019, Deux ports Thunderbolt 3) | 100 Wh | 58.2 Wh | 58 Wh |
| Batterie (lithium polymer, non-enlevable)            | 49.2 Wh (13", sans Touch Bar) | 49.2 Wh (13", sans Touch Bar) | 49.2 Wh (13", sans Touch Bar) | 49.2 Wh (13", sans Touch Bar) | 49.2 Wh (13", sans Touch Bar) | 49.2 Wh (13", sans Touch Bar) | 58.0 Wh (13", avec Touch Bar) | 58.0 Wh (13", avec Touch Bar) | 58.0 Wh (13", avec Touch Bar) | 58.0 Wh (13", avec Touch Bar) | 58.0 Wh (13", avec Touch Bar) | 100 Wh | 58.2 Wh | 58 Wh |
| Batterie (lithium polymer, non-enlevable)            | 76 Wh (15") | 76 Wh (15") | 76 Wh (15") | 76 Wh (15") | 76 Wh (15") | 76 Wh (15") | 83.6 Wh (15") | 83.6 Wh (15") | 83.6 Wh (15") | 83.6 Wh (15") | 83.6 Wh (15") | 100 Wh | 58.2 Wh | 58 Wh |
| Batterie (lithium polymer, non-enlevable)            | jusqu'à 10 heures d'utilisation (navigation web sans fil, lecture film sur iTunes); 30 jours en veille                                                    | jusqu'à 10 heures d'utilisation (navigation web sans fil, lecture film sur iTunes); 30 jours en veille                                                                                                | jusqu'à 10 heures d'utilisation (navigation web sans fil, lecture film sur iTunes); 30 jours en veille | jusqu'à 10 heures d'utilisation (navigation web sans fil, lecture film sur iTunes); 30 jours en veille                                                    | jusqu'à 10 heures d'utilisation (navigation web sans fil, lecture film sur iTunes); 30 jours en veille                                                                                                  | jusqu'à 10 heures d'utilisation (navigation web sans fil, lecture film sur iTunes); 30 jours en veille                                                                                        | jusqu'à 10 heures d'utilisation (navigation web sans fil, lecture film sur iTunes); 30 jours en veille                                               | jusqu'à 10 heures d'utilisation (navigation web sans fil, lecture film sur iTunes); 30 jours en veille | jusqu'à 10 heures d'utilisation (navigation web sans fil, lecture film sur iTunes); 30 jours en veille                                                                                    | jusqu'à 10 heures d'utilisation (navigation web sans fil, lecture film sur iTunes); 30 jours en veille                                                                                         | jusqu'à 10 heures d'utilisation (navigation web sans fil, lecture film sur iTunes); 30 jours en veille | Jusqu'à 11 heures (Navigation sans-fil, lecture de fil sur Apple TV ou 30 jours en veille) | Jusqu'à 10 heures (Navigation sans-fil, lecture de fil sur Apple TV ou 30 jours en veille) | Jusqu'à 10 heures (Navigation sans-fil, lecture de fil sur Apple TV ou 30 jours en veille) |
| Poids                                                | 3,02 lb (1,37 kg) (13") | 3,02 lb (1,37 kg) (13") | 3,02 lb (1,37 kg) (13") | 3,02 lb (1,37 kg) (13") | 3,02 lb (1,37 kg) (13") | 3,02 lb (1,37 kg) (13") | 3,02 lb (1,37 kg) (13") | 3,02 lb (1,37 kg) (13") | 3,02 lb (1,37 kg) (13") | 3,02 lb (1,37 kg) (13") | 3,02 lb (1,37 kg) (13") | 2.0 kg | 1.4 kg | 1.4 kg |
| Poids                                                | 4,02 lb (1,83 kg) (15") | | | | | | | | | | | | | |
| Dimensions                                           | 11.97 pouces (30,41 cm) largeur × 8.36 pouces (21.24 cm) profondeur × 0.59 pouces (1.49 cm) hauteur (13")                                                 | 11.97 pouces (30,41 cm) largeur × 8.36 pouces (21.24 cm) profondeur × 0.59 pouces (1.49 cm) hauteur (13")                                                                                             | 11.97 pouces (30,41 cm) largeur × 8.36 pouces (21.24 cm) profondeur × 0.59 pouces (1.49 cm) hauteur (13") | 11.97 pouces (30,41 cm) largeur × 8.36 pouces (21.24 cm) profondeur × 0.59 pouces (1.49 cm) hauteur (13")                                                 | 11.97 pouces (30,41 cm) largeur × 8.36 pouces (21.24 cm) profondeur × 0.59 pouces (1.49 cm) hauteur (13")                                                                                               | 11.97 pouces (30,41 cm) largeur × 8.36 pouces (21.24 cm) profondeur × 0.59 pouces (1.49 cm) hauteur (13")                                                                                     | 11.97 pouces (30,41 cm) largeur × 8.36 pouces (21.24 cm) profondeur × 0.59 pouces (1.49 cm) hauteur (13")                                            | 11.97 pouces (30,41 cm) largeur × 8.36 pouces (21.24 cm) profondeur × 0.59 pouces (1.49 cm) hauteur (13") | 11.97 pouces (30,41 cm) largeur × 8.36 pouces (21.24 cm) profondeur × 0.59 pouces (1.49 cm) hauteur (13")                                                                                 | 11.97 pouces (30,41 cm) largeur × 8.36 pouces (21.24 cm) profondeur × 0.59 pouces (1.49 cm) hauteur (13")                                                                                      | 11.97 pouces (30,41 cm) largeur × 8.36 pouces (21.24 cm) profondeur × 0.59 pouces (1.49 cm) hauteur (13") | Largeur : 35.79 cm Profondeur : 24.59 cm Hauteur:1.62 cm | Largeur : 30.41 cm Profondeur : 21.24 cm Hauteur : 1.56 cm | Largeur : 30.41 cm Profondeur : 21.24 cm Hauteur : 1.56 cm |
| Dimensions                                           | 13.75 pouces (34,93 cm) largeur × 9.48 pouces (24.07 cm) profondeur × 0.61 pouces (1.55 cm) hauteur (15")                                                 | | | | | | | | | | | | | |

## MacBook Pro 13" avec puce Apple M1
Le 10 novembre 2020, Apple a annoncé le MacBook Pro 13" avec la toute première puce Apple Silicon pour Mac, l'Apple M1.
Le 18 octobre 2021, Apple a annoncé 4 nouveaux MacBook Pro 14" et 16" avec 2 nouvelles puces Apple M1 Pro et Apple M1 Max

## MacBook Pro 14" avec puce Apple M2
En juin 2022, Apple a annoncé le MacBook Pro 14" avec la seconde génération de puce Apple Silicon pour Mac, l'Apple M2.

## Obsolescence logicielle
Apple assure les mises à jour des ordinateurs jusque 5 années après leur sortie.
Un ordinateur Apple sorti d'origine sur 10.5 pourra aller au moins jusque 10.10 (dans les fait, souvent plus encore après la sortie).

## Batteries: risques d'incendie
En août 2019, la Federal Aviation Administration interdit à bord des avions les MacBook Pro 15" vendus entre 2015 et 2017, invoquant le risque d’incendie des batteries. Initialement, le problème est lié à la défaillance de batteries sur certains appareils des modèles cités, reconnus par Apple qui a procédé à un programme de rappel.